# Graben von Stein

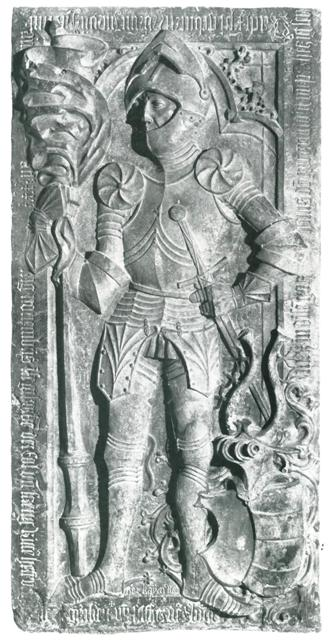
Virgil von Graben aus der Sommeregger Linie, mit dem die Familie Anfang des 16. Jahrhunderts ihren Höhepunkt erreichte

Graben von Stein (auch Graben zum Stein, von Graben, vom Graben, von (dem) Graben, ab dem Graben, Grabner, sowie von Thal oder de Valle, fälschlicherweise auch von Groeben, de Groben) ist der Name einer weitverzweigten Familie des österreichischen Uradels, die edelfreien (dynastischen) Ursprungs war. Sie entstammte den Görzer Meinhardinern der Meinhardiner-Dynastie, wurde erstmals 1170 in Krain erwähnt, und ist 1781 in männlicher Linie ausgestorben.
Zu den Abstammungen der Herren von Graben gehört die heute noch existierende altösterreichische Familie Orsini-Rosenberg, und laut älteren Quellen auch die vorwiegend in den Niederlanden beheimatete Familie (De) Graeff. Den Orsini-Rosenberg, damals Rosenberger genannt, könnten auch die Trauttmansdorff entsprossen sein. Unsicher ist eine aufgrund des identen Stammwappens angenommene Stammesgleichheit mit dem ebenfalls aus Krain stammenden Hochadelsgeschlecht derer von Lamberg. Die Wappen der Herren von Graben übernahmen auch die in weiblicher Linie abstammenden Reichsgrafen Jörger von Tollet († 1772), Stadel-Kornberg († 1882) und Leublfing zu R(h)ain († 1893 resp. 1985) sowie die Freiherren Rain zu Sommeregg († um 1600).
Die Herren von Graben hatten einen weitverzweigten Grundbesitz, Lehen und Einflussbereich in Krain, der Steiermark, Niederösterreich, Kärnten, Görz, Salzburg, Tirol und Südtirol sowie in Franken und der Schweiz. Dadurch gliederte sich die Familie in mehrere Linien und Zweige, von denen die Kornberger Linie in der Steiermark, die Zweite Niederösterreichische Linie der Grabner, und die Sommeregger Linie in Kärnten die bedeutendsten waren. Diese drei Linien erreichten ihren machtpolitischen Höhepunkt im 15. und 16. Jahrhundert, wo sie als Landeshauptleute, Burggrafen, Lehensträger, Amtsträger, Hauptmänner und Ratsherren in habsburgischen Diensten, sowie in denen der Grafen von Cilli und meinhardinischen Grafen von Görz standen. Trotzdem waren alle Linien der Graben immer nur dem Ritterstand angehörig, aber nie dem Herrenstand.
Die Kornberger Linie stand zwischen 1456 und 1564 im Besitz der bedeutenden Herrschaft Marburg, der Obermarburg, des Amtes Marburg an Drau und dem „Marburger Schloss“. Der Genealoge Bucelin nennt Mitglieder dieser Linie als Baro(nissa), wobei keine Erhöhung in den (Frei)Herrenstand bekannt ist. Die Zweite Niederösterreichische Linie der Grabner zu Rosenburg verfügte über einen ausgedehnten Grundbesitz mit der Rosenburg und Pottenbrunn als auch in Mähren und war einer der Verfechter des Protestantismus während der Reformation in Niederösterreich. Im 16. Jahrhundert machten die Grabner Rosenburg zu einem Zentrum der Österreichischen Reformationsgeschichte. Die Grabner zählten im Laufe des 16. und beginnenden 17. Jahrhunderts zu den reichsten und angesehensten Familien Österreichs, und zu den bestimmenden protestantischen Adelsfamilien des Landes. Die Sommeregger Linie, welcher der Kornberger Linie entstammte, war zwischen 1442 und 1536 auch als Burggrafen und Herren von Sommeregg in Kärnten tätig, und galt im endenden 15. und beginnenden 16. Jahrhundert als wichtigste Familie am Hof der Meinhardiner von Görz. Aus dieser Linie ist Virgil von Graben zu nennen, welcher unter den Görzer Grafen und den habsburgerischen Kaisern eine bedeutende diplomatische Rolle innehatte, auch weil er nach dem Aussterben der Meinhardiner das Fürstentum Görz den Habsburgern zuführte.

## Geschichte

### Abstammungsschema

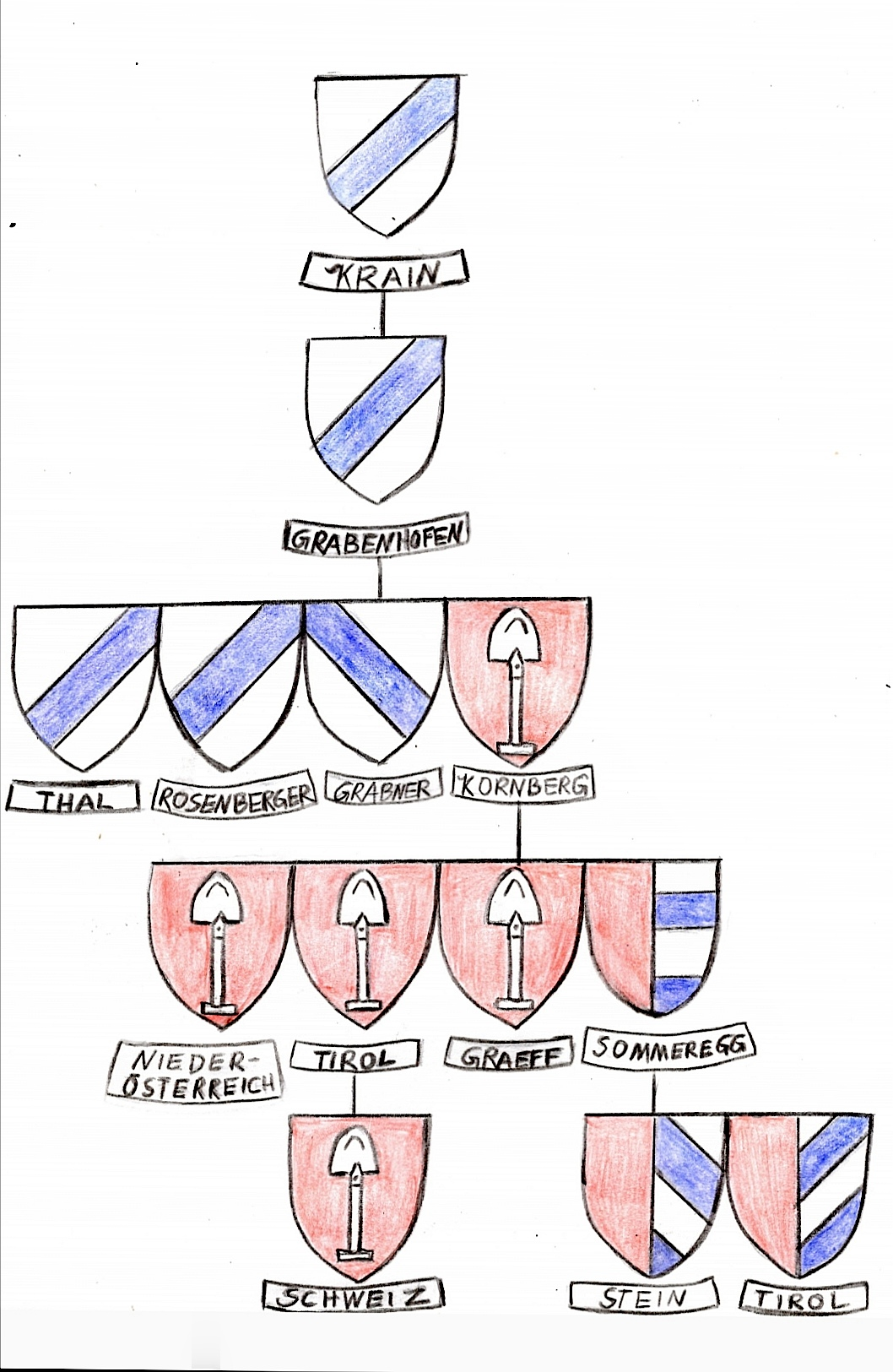
Heraldische Stammtafel der Herren von Graben sowie deren Abstammungen

Folgendes Abstammungsschema gibt einen Überblick auf die Linien und Zweige der Von Graben sowie deren Abstammungen:
- Grafen von Görz / Meinhardiner
  - Linie Am Graben (Krain), vor 1170 – 13. Jahrhundert
    - Linie Am Graben, Grabenhofen (Graz, Steiermark), vor 1259–1468
      - Zweig in Thal, Anfang 14. Jahrhundert – nach 1341
      - Rosenberger Zweig (nachmaliges Haus Orsini-Rosenberg), nach 1322
        - Von Trauttmansdorff, 13./14. Jahrhundert

      - Linie Grabner zu Rosenburg (Zweite Niederösterreichische Linie), vor 1314 – Mitte 17. Jahrhundert
      - Kornberger Linie (Steiermark), vor 1325–1564 in weiblicher Linie
        - Erste Niederösterreichische Linie, 1324–1421
        - Erste Tiroler Linie, zweite Hälfte 15. Jahrhundert – nach 1519
          - Schweizer Linie, unbekannt

        - Familie Graeff, De Graeff (Niederlanden), um 1484
        - Sommeregger Linie (Kärnten), vor 1436 – frühes 17. Jahrhundert
          - Linie Am Stein (Kärnten), 1500–1664 in männlicher Linie
          - Zweite Tiroler Linie, frühes 16. Jahrhundert – 1776/80

### Herkunft aus Krain
Die Herren von Graben waren natürliche Söhne der Grafen von Görz. Als Stammherren könnten zeitlich die beiden meinhardinischen (Pfalz-)Grafen Meinhard I. (* um 1070; † 1142) und Engelbert I. von Görz († 1122) in Frage kommen. Eine zusätzliche Quelle nennt eine männliche Abstammung aus dem Haus der Orsini (Boboni) in Verbindung mit einer aber weiblichen aus dem Geschlecht der Meinhardiner. Ältere Quellen nennen diverse zusätzliche, unbelegbare Theorien zur Abstammung einerseits aus der Familie der Burggrafen von Lienz sowie andererseits von den Herren von Walsee, wobei hierbei nur die Kornberger Graben mit dem Schaufelwappen in Erwägung kämen.
Die erste namentliche Erwähnung fällt in das Jahr 1170 als wohl Meinhards oder Engelberts Enkel, die Brüder Conrad vom Graben und Grisold (Grimoald), das noch heute bestehende Stammschloss Graben unweit von Rudolfswerth (Novo mesto) im damaligen „Mittelkrain“ besaßen. Die Familie von Graben soll angeblich nach dem tiefen Graben benannt sein, an dessen Rand seinerzeit zunächst ein Turm erbaut worden war. Interessanterweise wird 1159 auch ein Konrad de Valle erwähnt, der erwiesenermaßen zur erstmals 1259 mit Konrad I. vom Graben (De Valle, Grabner) belegbaren Konradinischen Linie am Graben in Graz gehört. Da auch Conrad vom Graben des Öfteren in steirischen Urkunden vorkam, könnte es sich hierbei um ein und dieselbe Person handeln.
Das ebenfalls in Krain verwurzelte hochadelige Geschlecht derer von Lamberg führte kurioserweise dasselbe Wappen wie es ab dem 15. Jahrhundert die kärntnerischen und hernach die tirolerischen (aber nicht die steirischen) Graben taten. Ob es sich bei diesen Geschlechtern um eine Stammesgleichheit, eine Abstammung voneinander, oder um das von beiden Geschlechtern übernommene Wappen deren Lehensherren handelt, ist unklar. Die beiden Geschlechter waren jedenfalls in späterer Zeit verwandt, was im 17. Jahrhundert auch zu Erbstreitigkeiten um die Herrschaft Stein in Kärnten führte.

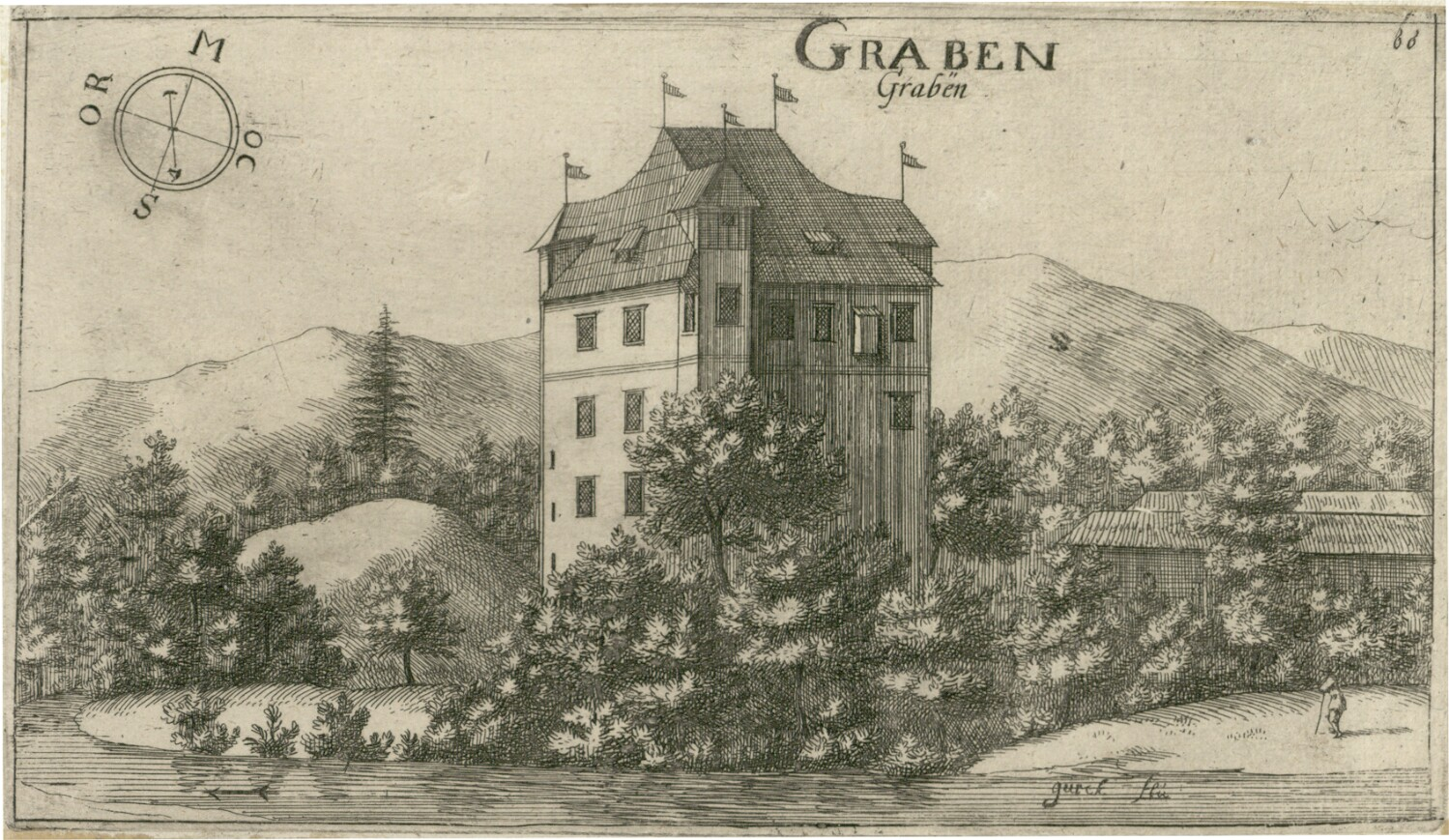
Schloss Graben (Unterkrain) im Jahre 1679
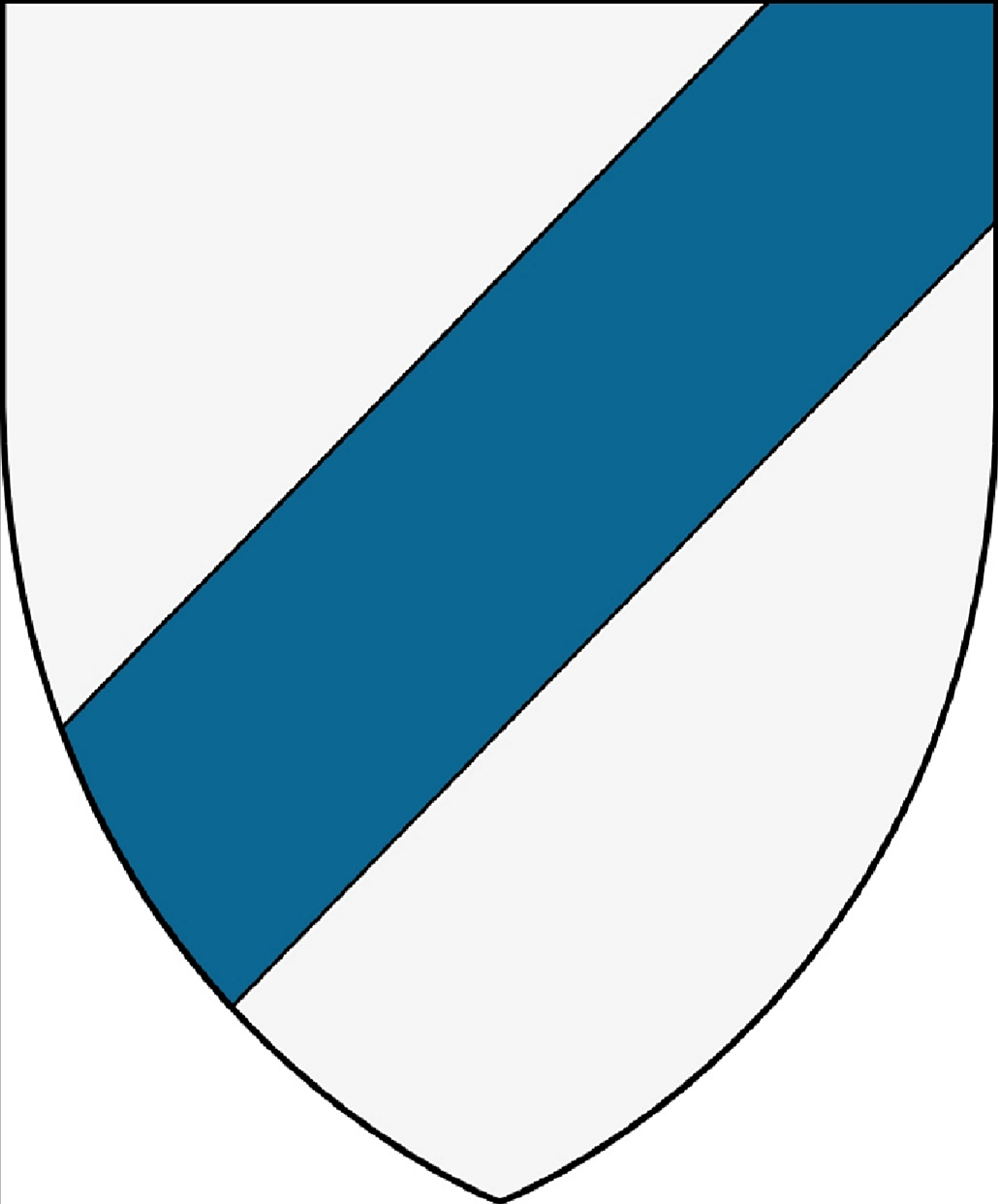
Stammwappen mit dem Schräglinksbalken
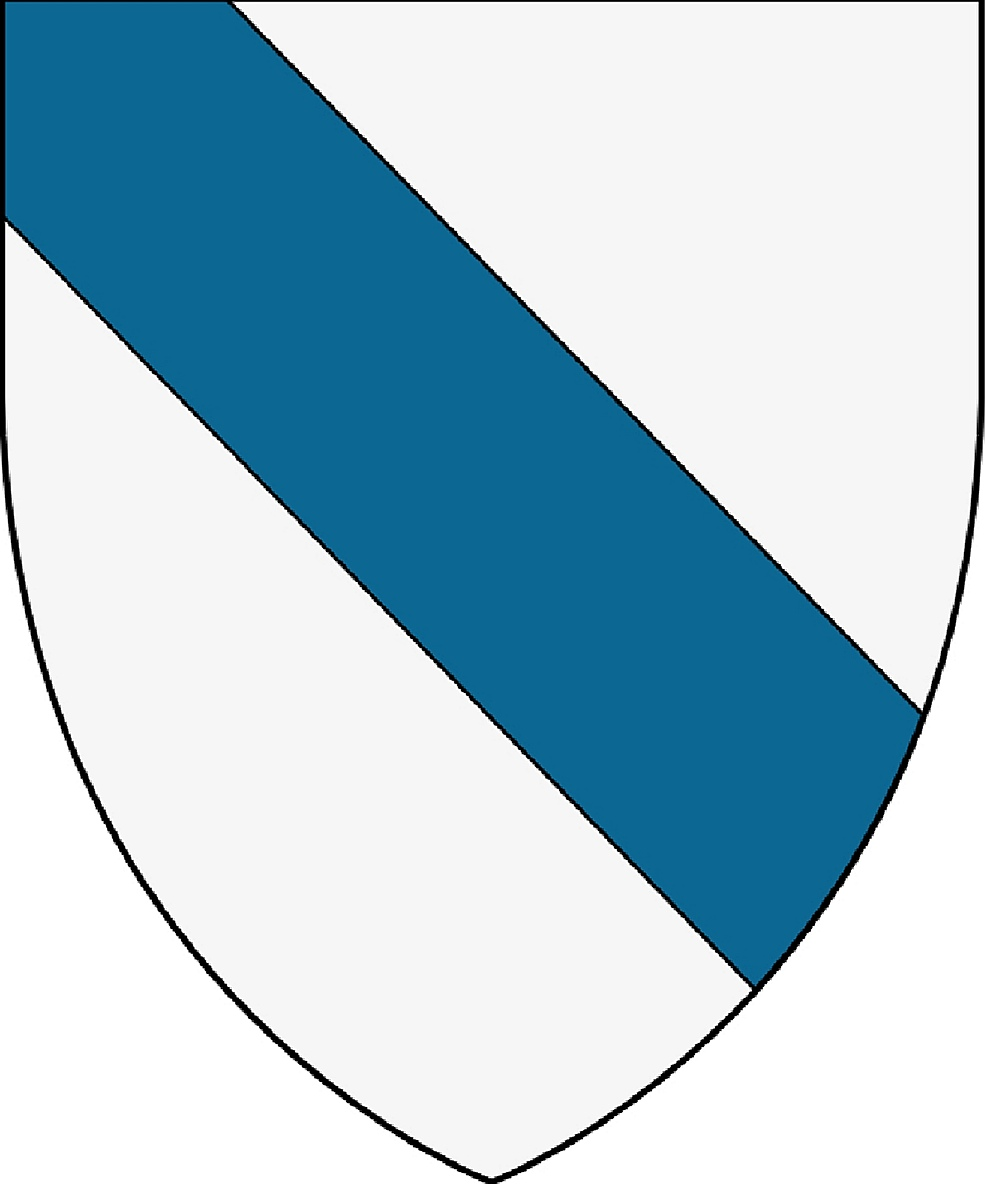
Stammwappen mit der Variante Schrägrechtsbalken

### Die steirischen Linien

#### Konradinische Linie
Obwohl Conrad vom Graben (genannt 1170) ein Krainer Edelmann war, wurde er des Öfteren als Siegler und Zeuge im Gebiet des Herzogtums Steiermark urkundlich bezeugt. Seine direkten Nachkommen werden als nur in der Steiermark lebend beschrieben, sodass sich das Geschlecht der Herren von Graben in weiterer Folge auch in den steirischen Landen vermehrt ausbreiten vermochte. Genannt werden hierbei 1203 ein Rapoto vom Graben und 1222 ein Rudolph ab dem Graben, welche beide mit dem Schrägbalkenwappen siegelten.
Eine zur Mitte des 13. Jahrhunderts auftauchende Linie der Herren von Graben wurde am 19. Januar 1259 erstmals mit den Brüdern Konrad I. vom Graben (als Chunradt de Valle) und Walther vom Graben (Walter) genannt. Sie waren Bürger der Stadt Graz, aber rittermäßigen Standes (milites). Konrad wurde erstmals 1268 unter dem Namen von dem Graben genannt, und siegelte am 23. Mai 1289 zu Graz als Chunrad de Valle mit dem linken Schrägbalkenwappen. Die Familie hatte mehrere Schreibweisen, so nennt sich zum Beispiel Walter in lateinischen Urkunden ausschließlich de Valle, und in deutschsprachigen ausschließlich Grabner, aber nie Thal oder Graben. Diese Namen gelten als Synonyme und wurden seitens der Familie in abwechselnder Form getragen, verwendet und zugeschrieben.
Die von Konrad I. vom Graben ausgehende Linie wird Konradinische Linie am Graben genannt. Sie war in und um Graz in der Steiermark genannt, und siegelte mit dem Schrägbalkenwappen. Die Familie erwarb das Gebiet der heutigen Grazer Grabenstraße bzw. die Westhänge des Rosenberges bis zur Mur hinab und den Sitz Hof am Graben. Die Gegend wurde nach den Herren von Graben ab 1294 „Am Graben“ (Grabenvorstadt) genannt. Die Graben am Graben waren zu dieser Zeit Gefolgsleute der ursprünglich aus Schwaben stammenden Herren von Walsee; als solche erscheinen die Gebrüder Hermann und Burkhard von Graben im Jahr 1284 als Zeugen in einer Urkunde der Herren von Walsee und dem Kloster Heggbach in Oberschwaben im heutigen Baden-Württemberg. Neben ihrer Tätigkeit für die Walsee waren sie auch Stubenberger Lehensleute und mit dem Stift Rein verbunden. Diese Tradition hatte auch die Kornberger Linie des Geschlechts übernommen.
Konrad I. vom Graben ließ das sich zwischen dem Reinerkogel und dem Rosenberg an der Ecke der heutigen Grazer Grabenstraße zur Hochsteingasse gelegene Schloss Alt-Grabenhofen erbauen. Neben dem ersten Besitzer Konrad I. wurden auch dessen Brüder Rennewart ab dem Graben 1294 sowie Walther ab dem Graben († vor 1331) zwischen 1278 und 1321 urkundlich erwähnt. Konrads Sohn Konrad II. vom (ab dem) Graben († um 1325) hatte wohl drei Söhne: Konrad III. und Reinprecht III. (der Ältere) – welche erstmals im Jahre 1325 genannt wurden – sowie angenommenerweise Otto Grabner (von Graben), dem Stammherren der Zweiten Niederösterreichischen Linie. Ein jüngerer Bruder von Konrad I. und Walther war anscheinend auch Ulrich I. von Graben (auch Grabner), Stammherr der Kornberger Linie, welcher erstmals 1300 genannt wird.
Diverse Urkunden stellen einen in derselben Zeit lebenden und mit demselben Vornamen benannten [Konrad] II. von Graben zeitlich als Stammherr des hochadeligen Geschlechts der Orsini-Rosenberg dar. Entweder handelt es sich dabei um Konrad oder einen seiner näheren Verwandten. Laut dieser Urkunde entstammten die Rosenberger einem auf Alt-Grabenhofen ansässigen Mitglied der Familie von Graben, das den Namen des in der Nähe des Schlosses gelegenen „Rosenberges“ annahm. Als Stammherr scheint jeniger Konrad [ab dem Graben] ab dem Roesenperg auf, der am 6. September 1322 erstmals urkundlich erwähnt wurde (Original im Steiermärkischen Landesarchiv Graz). Eine weitere Urkunde befindet sich im Archiv des unweit Graz gelegenen Stiftes Rein. Konrad ab dem Rosenberg und die ersten Rosenberger siegelten mit dem Schrägbalkenwappen der Grazer Herren von Graben.
Der Linie der Herren vom Graben am Graben ist nach 1468 mit dem Tod von Reinprechts IV. vom Graben (dem Jüngeren) in männlicher Linie ausgestorben. Der Hof am Graben ging via Reinprechts Cousine Affra Hann, geb. vom Graben (Grabner) († vor 1458) mittels Vererbung an die Hann und die Herren von Fladnitz. Gut und Schloss Alt-Grabenhofen kam als Ganzes, oder nur zu Teilen, an die Herren von Graben der Kornberger Linie, welche am 14. April 1556 mit Andrä von Graben im Mannesstamm erlosch. Von ihm erging zumindest ein Teil des Gutes an seine Erbschwester Anna von Graben und ihren Gatten Christoph von Stadl, Stammherren der späteren Reichsgrafen Von Stadel-Kornberg über.
Heutzutage erinnert neben der Grabenvorstadt, dem Graben auch die Grabenstraße in Graz an die dortigen Herren von Graben.
Wappenvarianten der Herren von Graben, Konradinische Linie; Konrad I. vom Graben (gest. 1307) und Ulrich vom Graben (gest. 1456) mit dem Schrägbalkenwappen. Cunrad de Valle siegelt am 23. Mai 1289 mit einem linken Schrägbalken, während Ulrich Grabner als Enkelsohn von Konrads Bruder Walther zum Vergleich mit einem rechten Schrägbalken siegelt (Blau-Silber in den Farben)

##### Thaler Zweig
Die Stammväter der Konradinischen Linie, die erwähnten Brüder Walter und Konrad vom Graben nannten sich 1259 de Valle d. h. von Thal, und besaßen ein Gut oder sonstigen Besitz unweit von Graz, wovon der Name der heutigen Gemeinde Thal rührt. Das Kastenbuch des Stiftes Rein von 1450 vermeldet dazu „Subscripti habent fraternitatem: de Valle videlicet von dem Graben“. Die Gebrüder hatten wohl ihren Besitz geteilt; Konrad behielt den Am Graben in Graz mit dem Rosenberg und Alt-Grabenhofen, und Walter den zu Thal. dort erbauten sie zur Mitte des 13. Jahrhunderts die Burg Unterthal. Der Historiker Hans Pirchegger berichtet, dass dieser Zweig zum letzten Mal im Jahr 1307 unter Von Thal in einer Urkunde erscheint, nennt aber eine Begüterung der Herren von Graben in Thal bis in das Jahr 1341. Eben in diesem Jahr veräußerte einer der Nachkommen, Fritzel der Grabner, das Gut oder Teile davon an Konrad dem Windischgräzer aus der Familie Windisch-Graetz. Jener Fritzel besaß auch einen [befestigten] Hof zu Pfaffstetten [ein verschollenes Dorf in der Nähe von Graz], den er im selben Jahr an Konrad von Plankenwart veräußerte. Es existieren unter anderem Siegel mit dem Schrägrechtsbalken aus 1293 und 1393.

##### Rosenberger Zweig (Orsini-Rosenberg)
Das hochadelige Geschlecht der Orsini-Rosenberg wurde mit Konrad ab dem Rosenberg [mit Konrad II. vom (ab dem) Graben aus der Konradinischen Linie oder einem seiner näheren Verwandten identisch] am 6. September 1322 erstmals urkundlich erwähnt (Original im Steiermärkischen Landesarchiv Graz). Eine weitere Urkunde befindet sich im Archiv des unweit Graz gelegenen Graben`schen Hausklosters, dem Stift Rein. Jener Konrad entstammte somit einem dort ansässigen Mitglied der Familie von Graben, das den Namen des Schlosses „Rosenberg“ annahm. Konrad ab dem Rosenberg und seine Nachkommen, die Rosenberger oder auch Rosenberger von Rosenberg führten das Schräglinksbalkenwappen weiter um hernach ein Rosenwappen anzunehmen. Die Rosenberger siegelten letztmals durch Rudlein Rosenberger am 6. Mai 1383 mit dem Schräglinksbalken. Wulfing Rosenberger siegelte am 7. Januar 1401 als erster mit dem neuen Stammwappen, einer fünfblättrigen gestürzten Rose. Aufgrund der Nachbarschaft der Stammsitz und des identen Wappen mit der Rose, das erstmals 1401 durch Wulfing Rosenberger verwendet wurde, dürften auch die späteren Grafen und Fürsten Trauttmansdorff den Rosenbergern entsprossen sein.
Die Rosenberger waren nicht reich begütert dem Ritterstand zugehörig und blieben bis in das 16. Jahrhundert um den Rosenberg herum ansässig. Die Brüder Georg und Ulrich Rosenberger nahmen anfangs dieses Jahrhunderts an den Kriegszügen gegen die Ungarn und Türken teil, und verwirkten dadurch einen Großteil ihres Vermögens. Georgs Sohn Maximilian Rosenberger († 1550), mit dem Beinamen prodigus, verwirkte das restliche Vermögen und verkaufte 1530 seine Güter an die Herberstein. Sein Sohn Ulrich Rosenberger († 1599) trat in salzburgischen Dienste, wurde Pfleger in St. Andrä im Lavanttal, und somit zum Urahn der kärntnerischen Rosenberger. Sein einziger Sohn war Andreas Rosenberger (1566–1617), dessen Sohn Johann Andreas von Rosenberg (1600–1667) war der eigentliche Begründer des Hauses Orsini-Rosenberg. Er war ein bedeutender katholischer Edelmann, ständischer Burggraf zu Klagenfurt, und wurde 1633 zum Freiherren „Rosenberger von Rosenberg, Freiherr auf Lerchenau“ sowie 1648 zum Grafen erhoben. Seine Nachkommen erhielten 1681 den erblichen Reichsgrafenstand und 1790 den Reichsfürstenstand in Primogenitur.

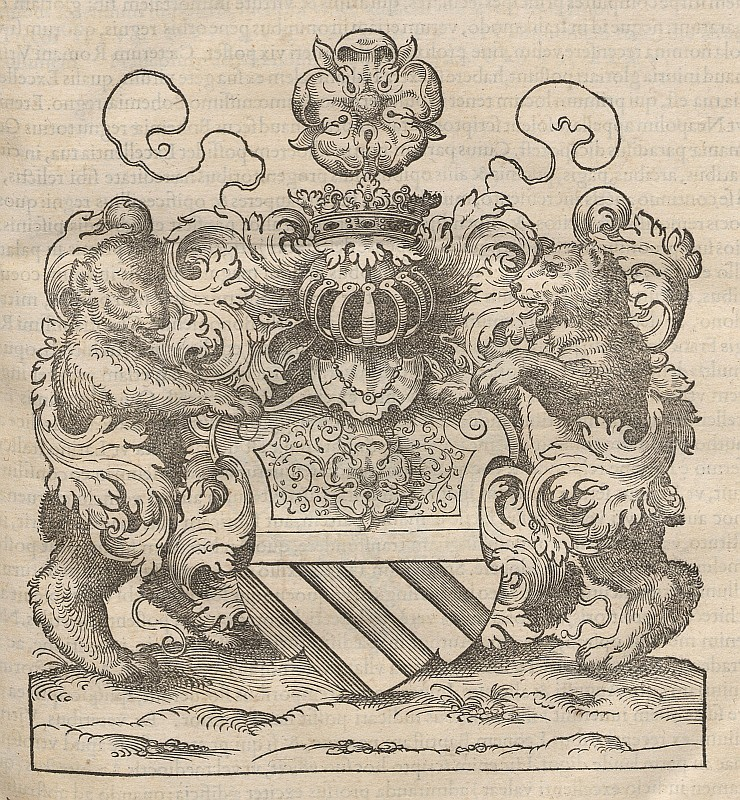
Wappen der Grafen Orsini-Rosenberg

#### Kornberger Linie

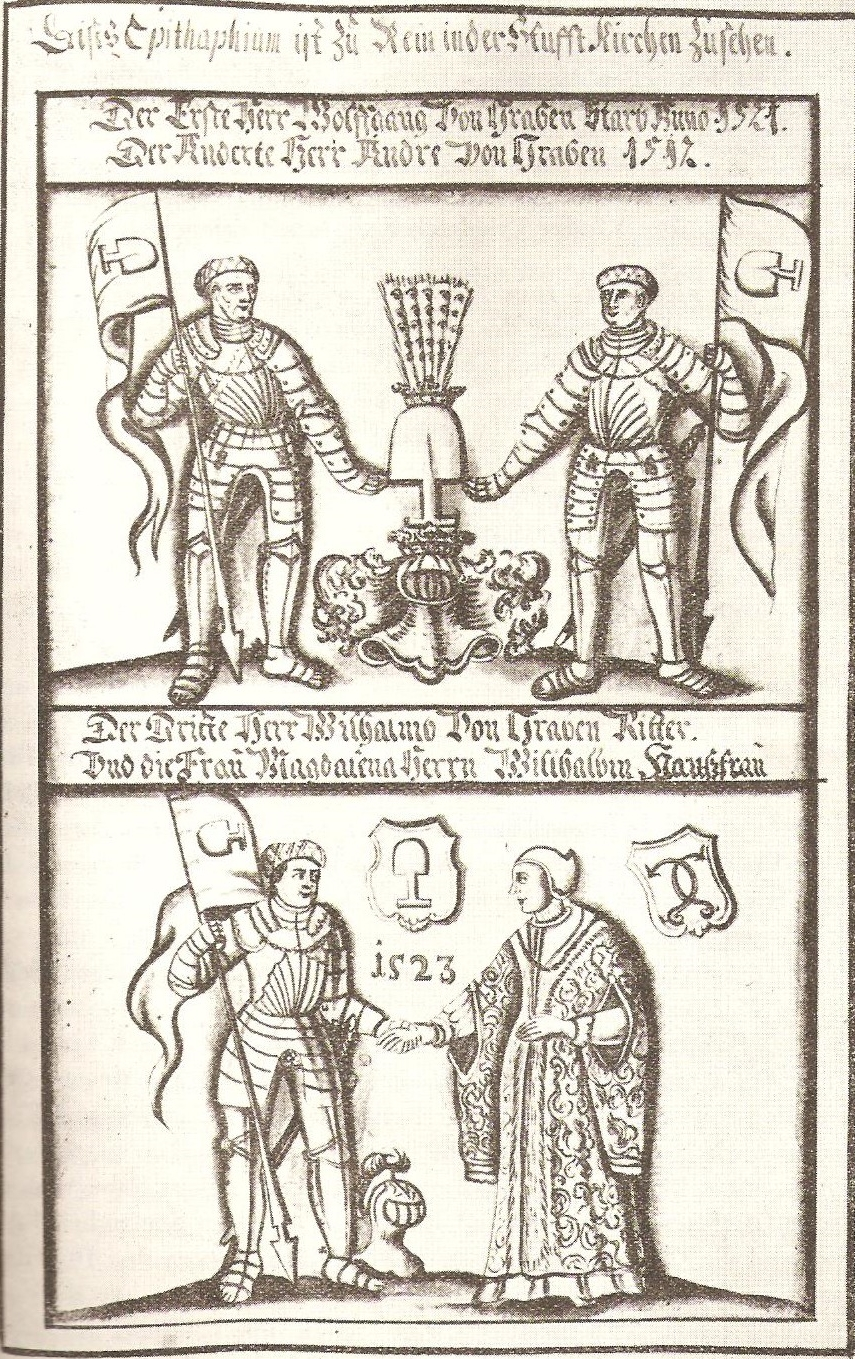
Die zum Protestantismus konvertierten Brüder Wolfgang, Andree (beide † 1521) und Wilhelm von Graben († 1523) sowie dessen Ehefrau Magdalena von Stubenberg; Herren von Kornberg, Marburg, der Obermarburg und Schloss Marburg an der Drau (Maribor)

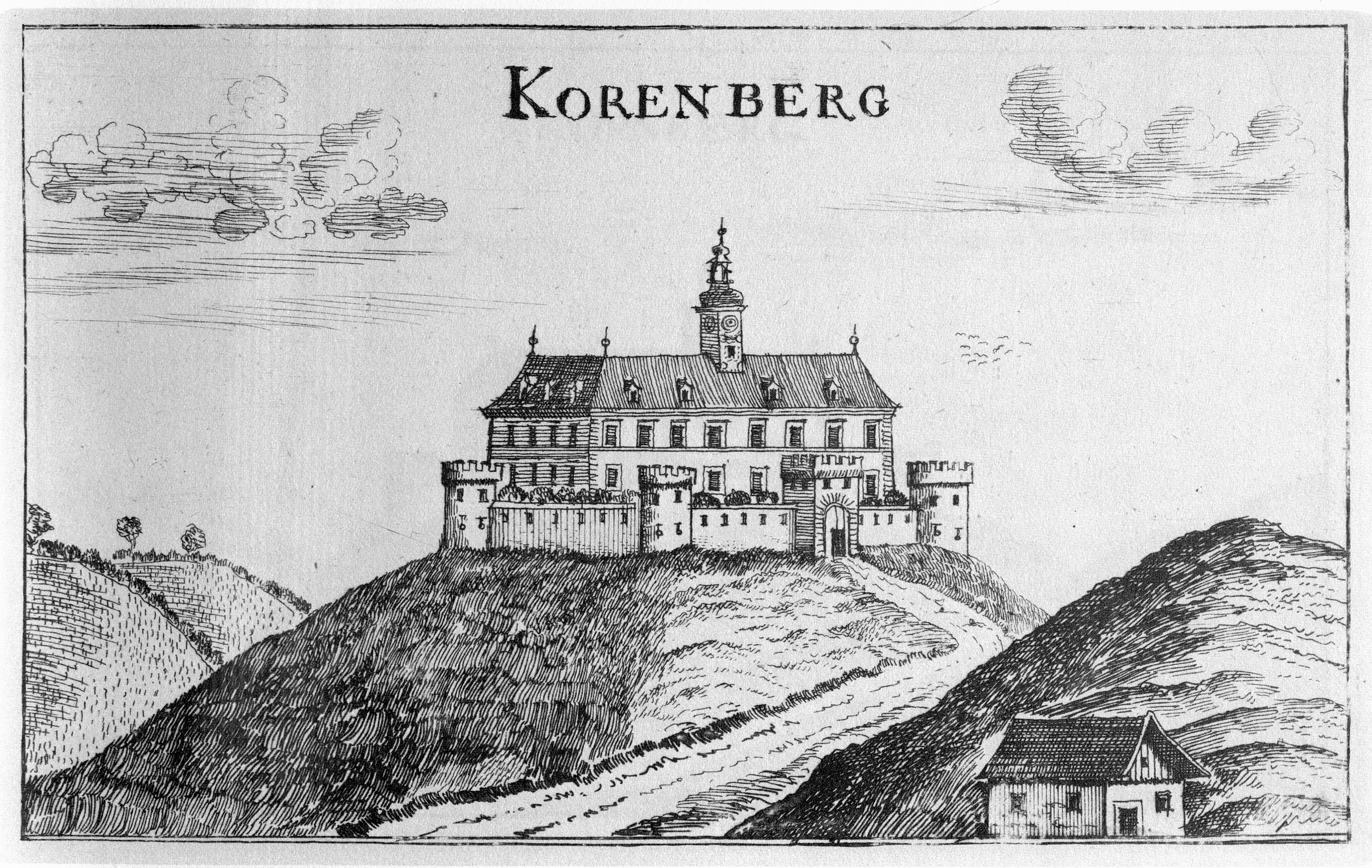
Schloss Kornberg

Als Stammvater der Kornberger Linie der Herren von Graben (auch Grabner genannt) gilt Ulrich I. von Graben († vor 1325), über dessen Eltern nichts bekannt ist, und der laut Quellen auch über kein väterliches Erbe verfügte, aber als ein jüngerer Bruder der Grazer Edelleute Konrad I. vom Graben und Walther vom Graben in Erwägung kommt. Ulrich konnte sich als Walseer als auch Stubenberger Vasall (gleichfalls seinen Verwandten aus der Konradinischen Linie) rasch ein großes Vermögen erwirtschaften, hatte aber noch nicht in Besitz von Kornberg gestanden. Von seiner Witwe Gertrud von Graben (Gertravt Grabnerin) ist ihr Wappensiegel mit Schrägbalken aus dem Jahre 1331 erhalten. Ulrich und seine Nachkommen standen gleichfalls der Konradinischen Linie in engen Beziehungen zum Stift Rein. Ulrich I. war zwischen 1302 und 1324 der erste Burggraf von Gleichenberg, der auch vermutlich die Erbauung der Burg geleitet hatte, und dieses Amt auch in der Familie Graben halten konnte. Sein Sohn Ulrich II. stand auch in Besitz des Stammschlosses Graben in Krain. Die Gebrüder Otto I., Ulrich II. und Friedrich I., ebenfalls Burggrafen von Gleichenberg, erwarben im Jahre 1328 um 150 Mark Silber gemeinschaftlich die Herrschaft Kornberg und das Schloss Kornberg von Friedrich Kornberger, samt Wappen und Zugehör. In dem Kaufbrief steht vermerkt: ..das Haus zu Kornberg und zu Edelsbach bei Kornberg, das Dorf Unterkrottendorf und den Hof zu Wetzelsdorf bei Kornberg mit dem 2. Teil Wein -und Getreidezehnt und dem Gericht daselbst. Die Kornberger Linie führte als einzige der steirischen Graben ein abweichendes Wappen. Durch die große Ausbreitung der Graben im Laufe des 14. Jahrhunderts, auch unter diversen Namensvarianten, brachte diverse Abänderungen des Grabnerischen Stammwappen mit sich. Das ursprüngliche Wappen mit dem blauen Schrägrechts -resp. Schräglinksbalken auf Silber erfuhr bei der durch Friedrich von Graben neu begründeten Kornberger Linie eine Änderung hin zu einem sprechenden Wappen mit einer (aufrecht stehenden) silbernen Schaufel auf rotem Feld an. Dieses Wappen der Kornberger Linie vererbte sich an deren Abstammungen in Niederösterreich, Tirol und den Niederlanden (aber nicht in Kärnten und Osttirol). Die Kornberger Linie wurde neben der, später aus dieser abstammenden, Sommeregger Linie in Kärnten sowie der Niederösterreichischen Linie der Grabner auf Schloss Rosenburg die wohl bedeutendste der Herren von Graben.
1456 gelangten Friedrich II. von Graben und sein Sohn Ulrich III. von Graben in den Besitz der bedeutenden Herrschaft Marburg mitsamt der Obermarburg; weiters dem Amt Marburg an der Drau und dem Schloss Marburg. Diese wurde ihm in einer gerichtlichen Auseinandersetzung mit Wolfgang von Walsee als kaiserliches Lehen zugesprochen. Friedrich II. war u. a. kaiserlicher Rat, Kommissar und Beisitzer des Reichskammergerichtes. Ulrich III. ist als bedeutendstes Familienmitglied der Kornberger Linie zu nennen. Er war ein treuer Anhänger und Ratsherr Kaiser Friedrichs III., Burggraf zu Marburg und Graz sowie Landeshauptmann und Statthalter der Steiermark. Der Genealoge Gabriel Bucelin betitelt Ulrich III. in seinem Werk „Germania topo-chrono-stemmato-graphica sacra et prophana“ als Baron, wobei aber keine Erhebung Von Grabens in den (Frei)Herrenstand bekannt ist.
Nach dem Absterben der Konradinischen Linie der Herren vom Graben am Graben (in und um Graz) mit Reinprecht IV. vom Graben nach 1468 gelangte das Gut Alt-Grabenhofen nebst eventuell anderer Güter Am Graben durch Erbfall an die Kornberger Linie.
1476 [als auch 1483] wird Ulrichs III. ältester Sohn Wolfgang von Graben in Holland vermeldet, wohin er gemeinsam mit seinem Sohn Peter von Graben (* 1450 oder frühe 1460er Jahre) im Gefolge von Erzherzog Maximilian von Österreich [dem nachmaligen Kaiser] gelangte, welches jener mittels der Ehe mit Maria von Burgund erworben hatte. Wolfgang von Graben trat in den Kriegsdienst ein und wurde dem Erzherzog zugeteilt. Peter vermählte sich in Holland und nahm den Namen (Pieter) de Graeff (oder De Graaff) an, woraus das Geschlecht Graeff/De Graeff seine Abstammung bezieht. Das Geschlecht (De) Graeff führt seit jenem angenommenen Graben-Sohn Pieter Graeff das Graeffsche/Grabensche (Stamm-)Wappen mit dem silbernen Spaten auf rotem Grund und den silbernen Vogel auf blauem Grund. 1677 verlieh Kaiser Leopold I. dem Amsterdamer Regenten Andries de Graeff und dessen Sohn Cornelis den österreichischen Reichsritterstand. Das niederländische Nieuw Nederlandsch Biographisch Woordenboek ist sich dieser Abstammung unsicher.
1520 werden die Gebrüder Andree, Wilhelm und der angenommene Graeff`sche Stammherr Wolfgang von Graben als letzte Familienmitglieder der gesamten Herren von Graben als Besitzer des Stammschloss Graben in Krain genannt.
Die letzten Mitglieder der Kornberger Linie waren der protestantische Andrä von Graben (bis 1556) und dessen Schwester Anna von Graben (bis 1564), durch welche der Graben`sche Besitz mit den bedeutenden Herrlichkeiten Kornberg, Obermarburg, Schloss Marburg und Oberradkersburg aber auch Güter wie Grabenhofen samt dem Wappen durch Erbschaft an die Herren von Stadl (1708 Reichsgrafen von Stadel-Kornberg) gelangte. Aus der Kornberger Linie gründeten sich die Erste Niederösterreichische Linie, die Erste Tiroler Linie (Nordtirol) und die Sommeregger Linie (Kärnten, Lienz, Osttirol). Die Zweite Niederösterreichische Linie der Grabner entstammte aufgrund des verwendeten Stammwappens der Konradinischen Linie.

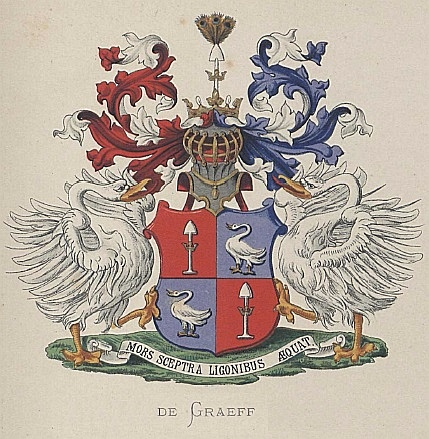
Wappen der Familie Graeff/De Graeff
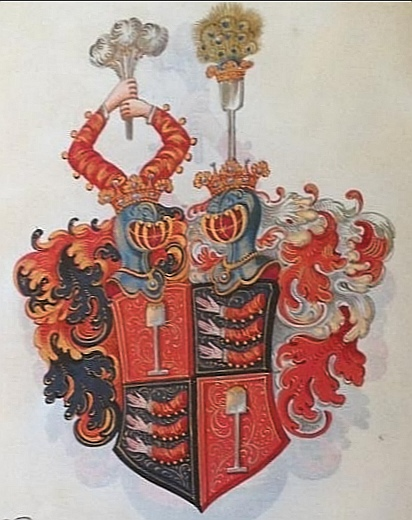
Wappen der Freiherren von Stadl auf Kornberg

### Erste Niederösterreichische Linie (Graben)
Angehörige und Abstammungen dieses Geschlechts waren zwischen 1324 und 1421 auch in Niederösterreich beheimatet und begütert. Sie waren zumeist in Kornberg und der Steiermark wohnhaft und begütert, hatten aber auch in Niederösterreich diverse Besitzungen. Noch vor 1324 erwarb Ulrich I. von Graben, der oben beschriebene Ahnherr der Kornberger Linie von Janssen (Hans) Radler von Sichtenberg einen Hof bei Loosdorf. Seine in Niederösterreich begüterten Söhne waren Nikolaus, Heinrich und Martin von Graben. Niklas (Nikolaus) und Heinrich vom Graben (auch Heinrich in den Graben) kommen in 1350 und 1356 in diversen Urkunden, worunter des Stiftes Melk, vor. Heinrich und Ulrich II. von Graben wurden als Herren des kleinen Gutes Graben bei Würmla beurkundet. Martin von Graben siegelte 1366, 1374 verkauften die Gebrüder Ulrich, Conrad, Heinrich und Otto von Graben Güter bei Neusiedl am Tullnerfeld. Der Kornberger Friedrich I. von Graben in einem Erbvertrag mit Niclas von Rogendorf 1383. Nikolaus Sohn Otto II. von Graben zu Kornberg empfing 1402 von Hermann von Cilli einige Lehen bei Härtenstein. Sein Sohn Wolfgang von Graben saß zwischen 1405 und 1421 auf Burg Kuffarn (Khueffarn) bei Maria Laach am Jauerling. Des Weiteren wird ein nicht zuordenbarer Abel von Graben im Jahre 1361 als Herr von Zwingendorf in der Gefolgschaft der Kuenringer genannt. Der oben erwähnte Wolfgang von Graben war der letzte seiner Linie in Niederösterreich. Interessanterweise gelangte sein Gut Kuffarn, resp. das Landgericht 1491 durch Verkauf von den Neideggern an die wohl stammesgleichen Jakob und Christoph Grabner der Zweiten Niederösterreichischen Linie der Grabner, welche 1618 oder 1619 nach Franken emigrierte, und noch zur Mitte des 17. Jahrhunderts ausgestorben ist (siehe Zweite Niederösterreichische Linie, Grabner).
Deren Wappensiegel wird folgend erwähnt: Eine schräggerechte liegende Schaufel ohne Stiel, auf dem Helm zwei Büffelhörner. Dieses Wappen stellt durch die Büffelhörner und die Schaufel eine Kombination des Stammwappens mit dem Schrägbalken (Stammlinie in Krain sowie Konradinische Linie Am Graben in und um Graz) und dem Schaufelwappen (Kornberger Linie) dar.

### Zweite Niederösterreichische Linie der Grabner

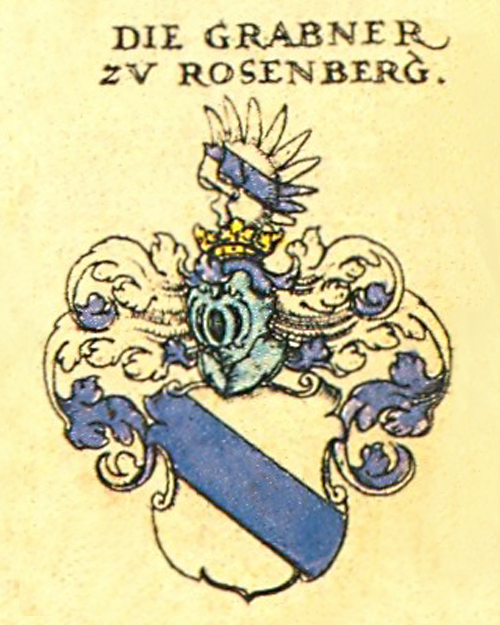
Wappen der Grabner zu Rosenberg (Rosenburg) (ab 1487), Schrägbalken der Konradinischen Linie, aber andere Helmzier mit Flügel anstatt Büffelhörner und/oder Straußenfedern

Die vermutlich mit den Graben der Ersten Niederösterreichischen Linie stammesgleichen Grabner, Grabner zu (von) Rosenburg nahm ihren Ursprung mit Otto Grabner, welcher nach dem Erkenntnisstand als Sohn des Konrad II. vom Graben [Grabner] aus der Linie Am Graben in Graz [Konradinische Linie der Herren vom Graben Am Graben und auf Schloss Alt-Grabenhofen in und um Graz in der Steiermark] angesehen werden könnte. Beide, Vater und Sohn [sowie ein weiterer Sohn namens Jakob Grabner], kommen 1328 in einer [dieser] Verkaufsurkunde im Raum Tulln in Niederösterreich vor. Die aufgrund des identen Wappen, der Variante des Namens [Grabner], die Zeit [1314/1324] und die Örtlichkeit [im Raum St Pölten/Tulln] ihres erstmaligen Auftretens, dem Grundkauf von derselben Familie [Radler von Sichtenberg] lässt eine Stammesgleichheit mit Ulrich I. von Graben, den Graben der Ersten Niederösterreichischen Linie resp. der Kornberger Linie als sehr möglich erscheinen. Otto wurde mit den von Friedrich Radler zu Stichtenberg gekauften Lehensgüter zu Stallersdorf (Raum St. Pölten) von Herzog Friedrich von Österreich belehnt. Die Grabner führten anfangs jenes Wappen (In Weiß ein blauer Schrägbalken; Helmzier mit Büffelhörner) das auch sein Verwandter Ulrich I. von Graben führte, dessen Sohn Nikolaus von Graben die Erste Niederösterreichische Linie stiftete. Die Grabner zu Rosenburg waren sowohl in Niederösterreich (Rosenburg, Pottenbrunn, Obersiebenbrunn, Zägging, Judenau, Schlickendorf, Zellerndorf etc.) als auch in Mähren (Joslowitz) begütert, zählten [im Laufe des 16. und beginnenden 17. Jahrhunderts] zu den reichsten und angesehensten Familien Österreichs, und zu den bestimmenden protestantischen Adelsfamilien des Landes.
1487 kamen die Brüder Jakob und Christoph Grabner in Besitz der Rosenburg (damals Rosenberg). 1499 erbten die Grabner von den Dachpeck die Vesten Greillenstein und Harmannsdorf, 1503 zum Teil Dappach; Zellerndorf dürfte ebenfalls von den Dachpeck an die Grabner ergangen sein. Christophs Sohn Sebastian I. Grabner zu Rosenburg († 1535) wandte sich ab den 1520er/1530er Jahren dem Protestantismus zu und hatte ab 1534 in seinen Herrschaften Pottenbrunn und Zägging (Zagging) lutherische Prediger bestellt. Leopold Grabner zu Rosenburg († 1583) war einer der eifrigsten Verbreiter der Lehre Martin Luthers und machte die Rosenburg zu einem bedeutenden Zentrum des Protestantismus in Österreich. Sein Sohn Sebastian II. Grabner zu Rosenburg († 1610), war ebenfalls ein einflussreicher Adeliger und Förderer des protestantischen Glaubens. Zwischen 1593 und 1597 ließ er um die immense Summe von 50.000 Gulden die mittelalterliche Burg in ein prächtiges Renaissanceschloss umbauen. 1604 musste er die Rosenburg aufgrund hoher Schulden an seinen Verwandten Hans Jörger von Tollet verkaufen. 1608 waren Sebastian Grabner und sein älterer Sohn Johann Leopold Grabner zu Rosenburg († vor 1610) unter den Unterzeichnern des Horner Bundes, dem Zusammenschluss der protestantischen Stände von Niederösterreich, Mähren sowie Oberösterreich. Aufgrund von Religionsstreitigkeiten ist Sebastian Grabners jüngerer Sohn Friedrich Christoph Grabner zu Rosenburg 1618 oder 1619 nach Regensburg und weiter nach Franken ausgewandert. Mit seinem kinderlosen Tod ist die Linie der Grabner zur Mitte des Jahrhunderts erloschen. Die Güter der Familie Grabner waren entweder schon konfisziert (Pottenbrunn), oder mussten verkauft werden, was wohl auf Judenau, Schlickendorf und Joslowitz zutraf.
Die Mitglieder der Grabner zu Rosenburg waren trotz ihrer Bedeutung ausschließlich dem Ritterstand zugehörig, gingen aber in ihrer Blütezeit im 16. und beginnenden 17. Jahrhundert fast ausschließlich Ehen mit Mitgliedern des Herrenstandes, sprich Freiherren oder Grafen, ein. Zu erwähnen sind hierbei unter anderem die Kuefstein, Herberstein, Firmian, Teufel, Jörger von Tollet, Sinzendorf und Polheim. Über die Polheimer waren sie auch nah mit anderen führenden Geschlechtern der Habsburgermonarchie wie den Abensberg-Traun, Salm oder Althann verwandt; darüber hinaus entstammte die Grabnerisch-Polheimsche Deszendenz den Häusern Öttingen, Borsselen sowie Bourbon-Montpensier, Abkömmlinge von König Ludwig dem Heiligen von Frankreich. Auch mit den Herren von Landau zu Hauss und Rappottenstein, abstammend aus dem Haus Württemberg, waren die Grabner mittels zwei Ehen verbunden.
Die Tochter von Georg Grabner zu Rosenburg (genannt ab 1537; † 1562), Elisabeth Grabner von Rosenburg und Zägging, war mit Helmhard Jörger zu Tollet verehelicht, und brachte mittels der Herrschaft Zägging auch das Wappen der Grabner mit dem Schrägbalken in das Wappen der Jörger von Tollet ein.
Ihr gemehrtes Wappen ist laut Siebmacher wie folgt beschrieben:
- Wappen: Im silbernen Schild ein blauer Querbalken (Schrägbalken); auf dem Stechhelm mit blausilbernen Helmdecken ein geschlossener silberner Flug mit dem blauen Querbalken.

- Gemehrtes Wappen: Silberner Schild durch eine schmale goldene Linie längs gespalten, in der rechten Hälfte ein Sparren, in der linken Hälfte ein blauer Schrägrechtsbalken. Zwei gekrönte Helme: rechts der geschlossene weiße Flug mit dem blauen Schrägrechtsbalken; links zwei quer geteilte Büffelhörner silber tingiert. Helmdecken: rechts blau silber; links silber.

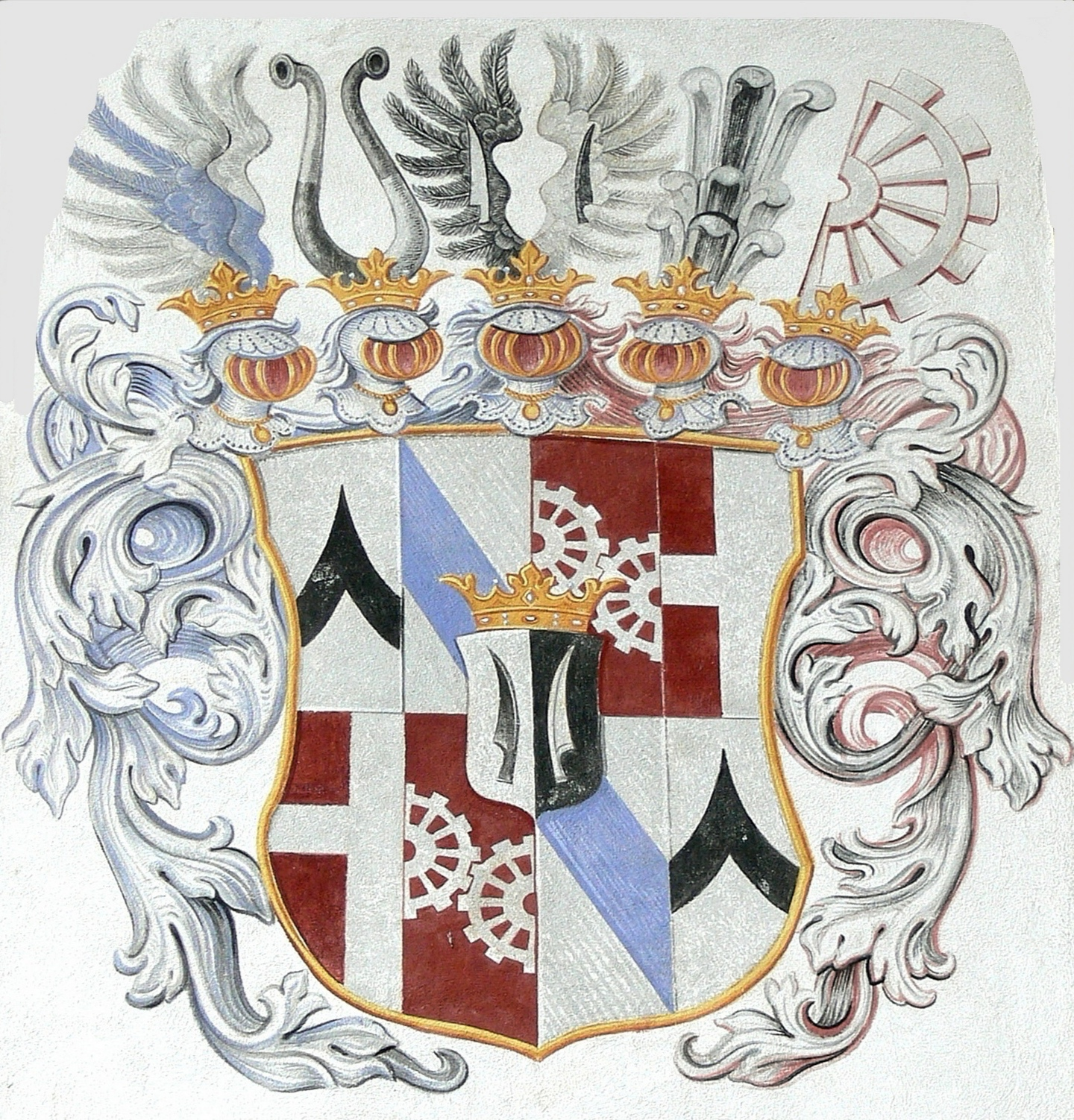
Wappen der Jörger mit Schrägbalken und Sparren der Grabner

### Erste Tiroler Linie

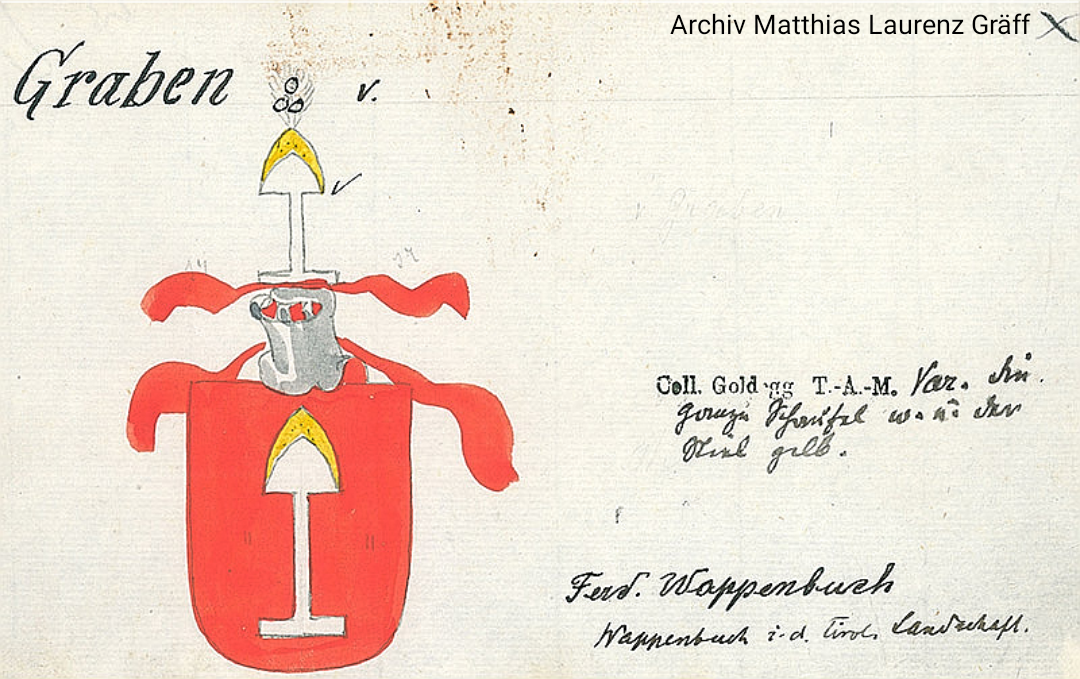
Wappen der Ersten Tiroler Linie (Archiv Matthias Laurenz Gräff)

Als Stammherr der Ersten Tiroler Linie gilt Leonhard (Lienhart, Linhart) von Graben, ein Sohn von Friedrich I. von Graben aus der Kornberger Linie, welcher im Jahre 1441 genannt wurde. Das Geschlecht derer von Graben war auch zwischen den Jahren 1514 und 1519, als sie das letzte Mal am Landtag erschienen, in der Tiroler Adelsmatrikel eingetragen. Über diese Mitglieder und deren Wirken ist nichts näheres bekannt. Die Von Graben in der Schweiz (Schweizer Linie) führten dasselbe Wappen, womit eine Abstammung angenommen werden wird. Die beiden jüngeren Tiroler Linien, welche in Nordtirol ansässig waren, entstammten Familienmitgliedern der Sommeregger Linie.

### Schweizer Linie
Die Herren von Graben dürften auch Abstammungen dieses Namens in der Schweiz gehabt haben, welche dasselbe Wappen wie die Erste Tiroler Linie führte. Siebmacher zählt sie zu den Schweizerischen. Registriert ist dieses Wappen auch im Wappenbuch der Stadt Aarau – Enthalten die Siegel und Wappen der bis 1798 in Aarau verbürgerten Geschlechter (erschienen 1917) von Walther Merz (1868–1938). Die Blasonierung wird dort wie folgt angeführt: In Rot steigender, goldener Spaten mit silbernem Stiel. Die Personen dieser Schweizer Linie wirkten auch vor 1772/1798 in Aarau.

### Die kärntnerischen und görzischen Linien

#### Sommeregger Linie

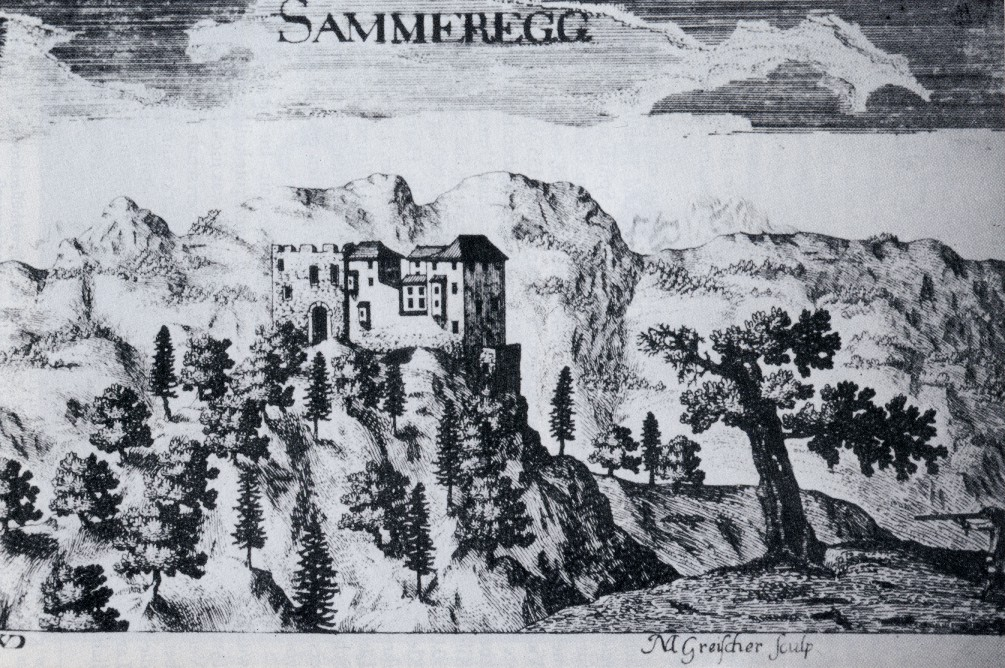
Sommeregg

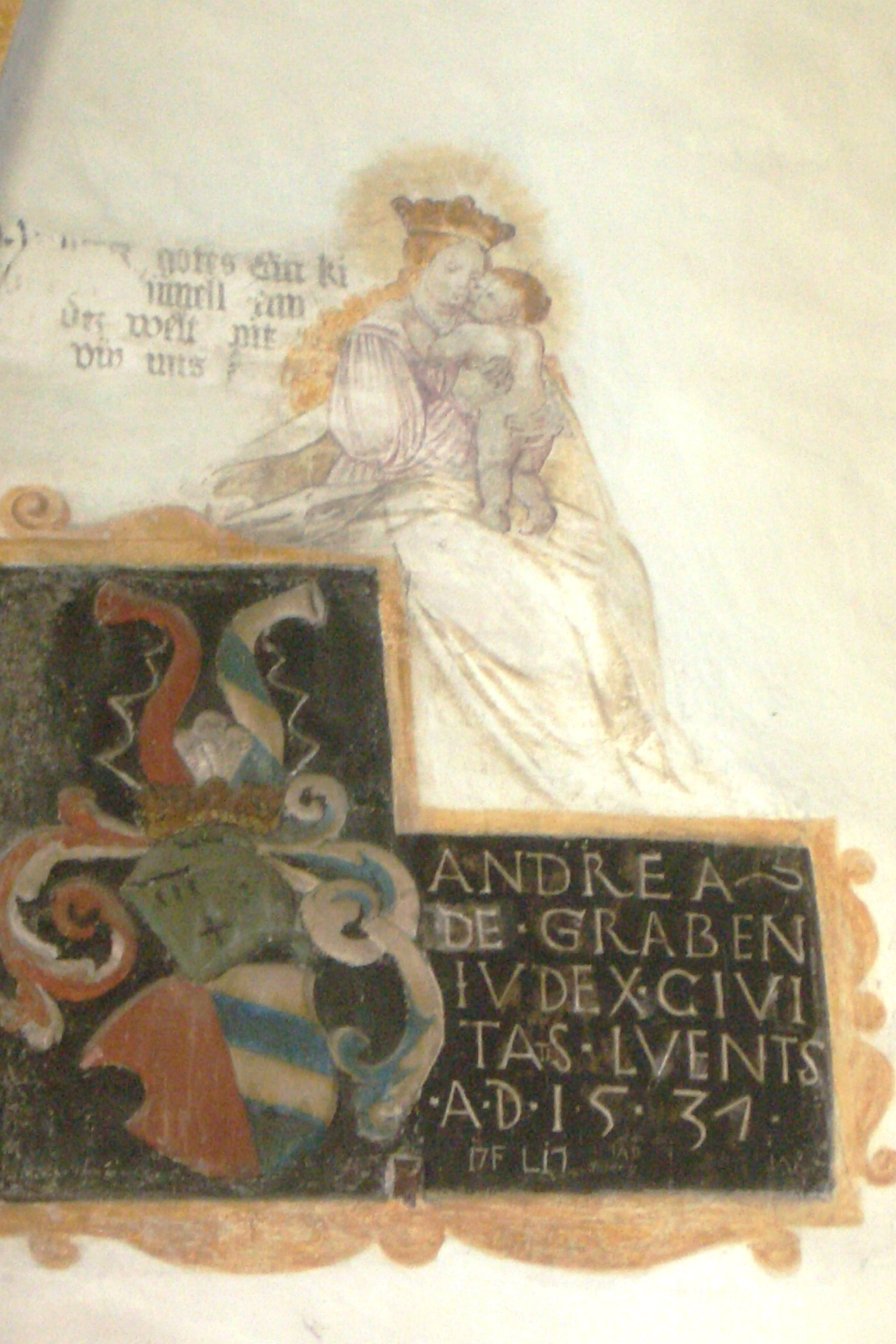
Wappenvariante der Herren von Graben aus der Sommeregger Linie (Wappen von Andreas II. von Graben in der Lienzer Sankt Michaelskirche aus dem Jahre 1531)

Die Sommeregger Linie der Herren von Graben (auch als Grabner genannt und verzeichnet) in Kärnten und der Grafschaft Görz (Lienz, Osttirol) wurde im Laufe des 15. und 16. Jahrhunderts neben der Kornberger Linie als eine der beiden wichtigsten Linien des Geschlechts angesehen.
Diese Linie ist nach der Herrschaft und Burggrafschaft Sommeregg in Kärnten benannt. Deren Stifter Andreas von Graben zu Sommeregg (aus der Kornberger Linie abstammend, und ein Bruder des Leonhard von Graben, dem Stifter der Ersten Tiroler Linie in Nordtirol) führte ein anderes Wappen als die Kornberger Graben (aber mit dem weiß-blauen Schrägbalken der Stammlinie in Krain und der Konradinischen Linie in der Steiermark) und war mit Barbara von Hallegg, Tochter des Sommeregger Burggrafen Jörg von Hallegg, verheiratet. Andreas von Graben stand als Hauptmann der Grafschaft Ortenburg in Diensten der Grafen von Cilli, welche ihm Sommeregg im Jahre 1442 vererbbares Lehen bestätigten. Die Sommergger Linie führte auch wieder das Schrägbalkenwappen, gleich der Grabenschen Stammlinie auf Schloss Graben in Krain und der Konradinischen Linie Am Graben in und um Graz. Mit der Übernahme des Andreas von Graben verselbstständigte sich das Landgericht Sommeregg von der Grafschaft Ortenburg. Es wies klar definierte Grenzen auf, die sich im Süden zum Millstätter See und zum Seebach, im Westen zur Lieser, im Norden zum Pleßnitzgraben und im Osten zum Tschiernock und zum Tangerner Bach erstreckten. Innerhalb dieses Landesgerichtes war die Herrschaft Sommeregg nicht nur für die eigenen Bauern, sondern auch für diejenigen Bauern aus den Grundherrschaften Gmünd, Spittal an der Drau, Millstatt, der Pfarre Lieseregg und diversen kleineren Gütern zuständig.
Durch die politische Tätigkeit von Andreas Sohn Virgil von Graben († 1507) konnte die Familie neben ihrem Mittelpunkt auf Sommeregg auch in der Stadt Lienz zu größerer Bedeutung erlangen. Sie hatte zur Zeit der letzten Grafen von Görz wichtige Ämter inne und verhalf durch ihr Wirken auch der Renaissancekultur in Osttirol zum Einzug. Die Familie galt im 15. und beginnenden 16. Jahrhundert als die wichtigste Sippe in Lienz und am dortigen Grafenhof der Görzer; trotz ihrer Zugehörigkeit zum Ritterstand umgab sie durch das Naheverhältnis zu Graf Leonhard von Görz und ihrem gehobenen Lebensstil ein „feudales Fluidum“. Nach dem Aussterben der Grafen von Görz verwalteten sie als deren Nachfolger Lienz und Osttirol als Statthalter und Burggrafen, was sie auch gleichfalls für die Habsburger taten. In Lienz erbauten sie die Sankt Michaelskirche, die ihnen als Grabstätte diente, und wo noch heute zu Ehren der Herren von Graben Gedächtnismessen gelesen werden. In der Lienzer Schweizergasse befindet sich das Wappen der Graben mit einer ehernen Schlange was als Hochgerichtszeichen galt. Rudolf Granichstaedten-Czerva schrieb über sie:

„Die Herren von Graben, welche in den Lienzer Bergen nach Gold schürften, haben sich unter allen Lienzer Adelsgeschlechtern am besten im Gedächtnis der Lienzer erhalten. Auf Schritt und Tritt begegnet man ihren Familienwappen, das an vielen Häusern, an zwei Kirchen, auf zahlreichen Grabsteinen sowie in den Wäldern, Almen und auf Grenzsteinen rund um Lienz prangt (Anm.: Die Wappensteine des Andreas II. von Graben finden sich noch heutzutage in der waldreichen Umgebung von Lienz wieder)“

Mit Virgil von Graben erlangte das Geschlecht seinen größten Einfluss. Als Reichsverweser der fürstlich görzischen Grafschaft war er während der Regierungszeit des kränklichen und kinderlosen Grafen Leonhard von Görz die Schlüsselperson für den Eintritt des Landes in das Habsburgerreich. Zunächst verhandelte von Graben aber noch mit der Republik Venedig, nach großen Versprechungen des aufgeklärten Venedigs, wie etwa die, Virgil von Graben, einen görzischen (meinhardinischen) Bastard, selbst als neuen Grafen von Görz anzuerkennen. Ein anderer Vorschlag Venedigs mündete darin, dass er die Grafschaft Görz an die Republik übergebe und dafür alle Görzer Schlösser und Herrschaften im Friaul und Venedig als Lehen erhalten solle. Aber dazu ist es dann doch nicht gekommen, denn von Graben brach die geheimen Verhandlungen mit den Venezianern ab und brachte die Grafschaft Görz in die Hände Kaiser Maximilians, welcher ihm dafür hohe Belohnungen zukommen ließ.
Sommeregg stand nur während drei Generation in Besitz der Herren von Graben und gelangte 1534 über die Heirat der Rosina von Graben von Rain (einer Nichte von Virgil von Graben) mit dem aus Bayern eingewanderten Haymeran von Rain zu Sommeregg an die Von Rain zu Sommeregg und hernach an die Khevenhüller. Das Wappen der Herren von Graben der Sommeregger Linie wurde 1534 an die Freiherrn von Rain und 1573 an die ebenfalls bayrischen Leublfing (1690 Reichsgrafen von Leublfing zu R(h)ain) vererbt.
Virgil von Graben stand 1499 in Besitz des Stammschlosses Graben in Krain, welches vorher und nachher wieder der Kornberger Linie zu Eigen war. In der Stadt Lienz wurden die Graben im beginnenden 16. Jahrhundert durch die Herren von Wolkenstein als einflussreichstes Geschlecht abgelöst. Von der Sommeregger Linie entsprossen die Linie am Stein und die Zweite Tiroler Linie in Nordtirol. Lukas von Graben zum Stein (ein Sohn von Virgil von Graben) begründete mit dem Erwerb von Schloss Stein im Drautal im Jahre 1500 die Linie sowie den Geschlechternamen der Herren von Graben zum (von) Stein.

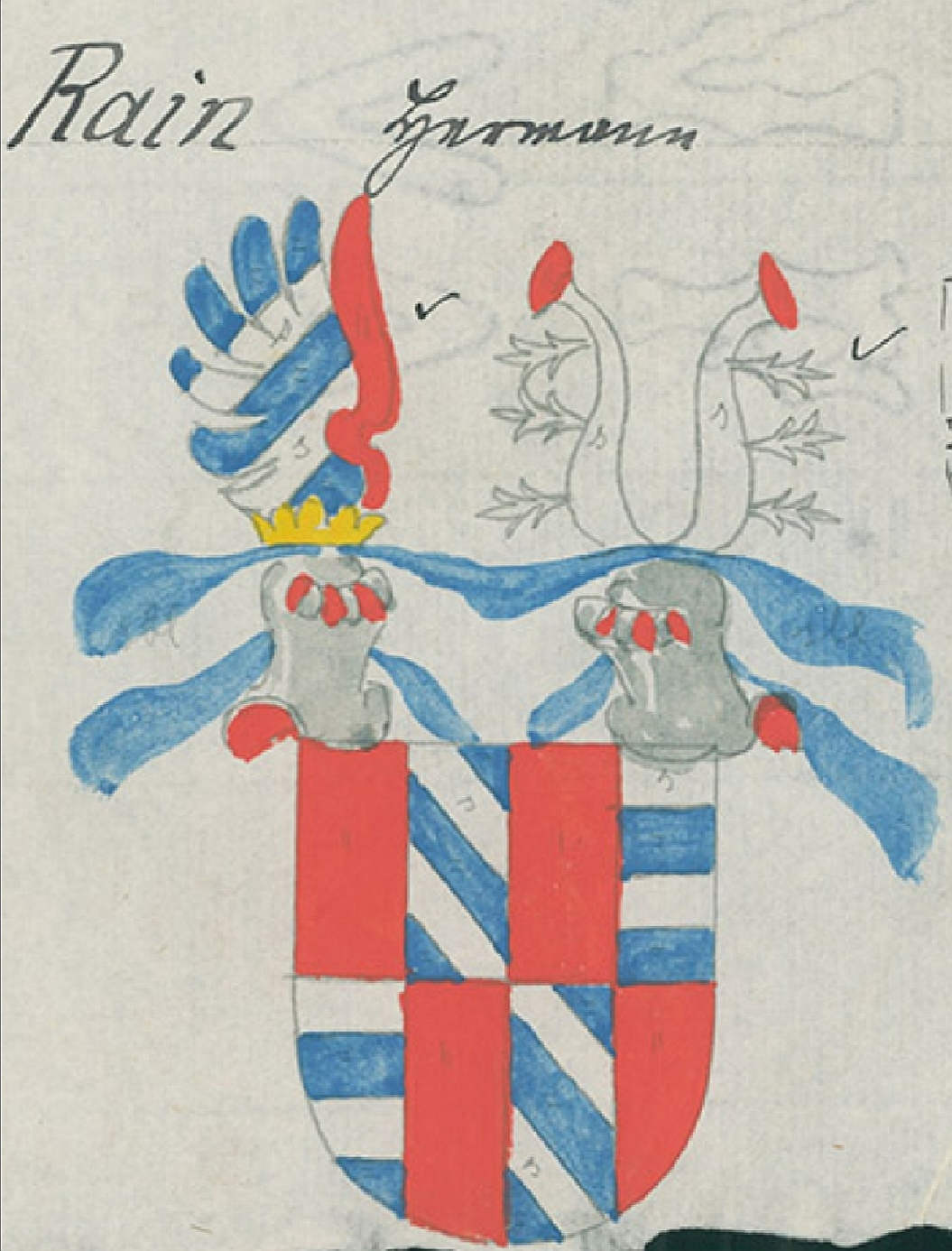
Wappen der Freiherren von Rain zu Sommeregg
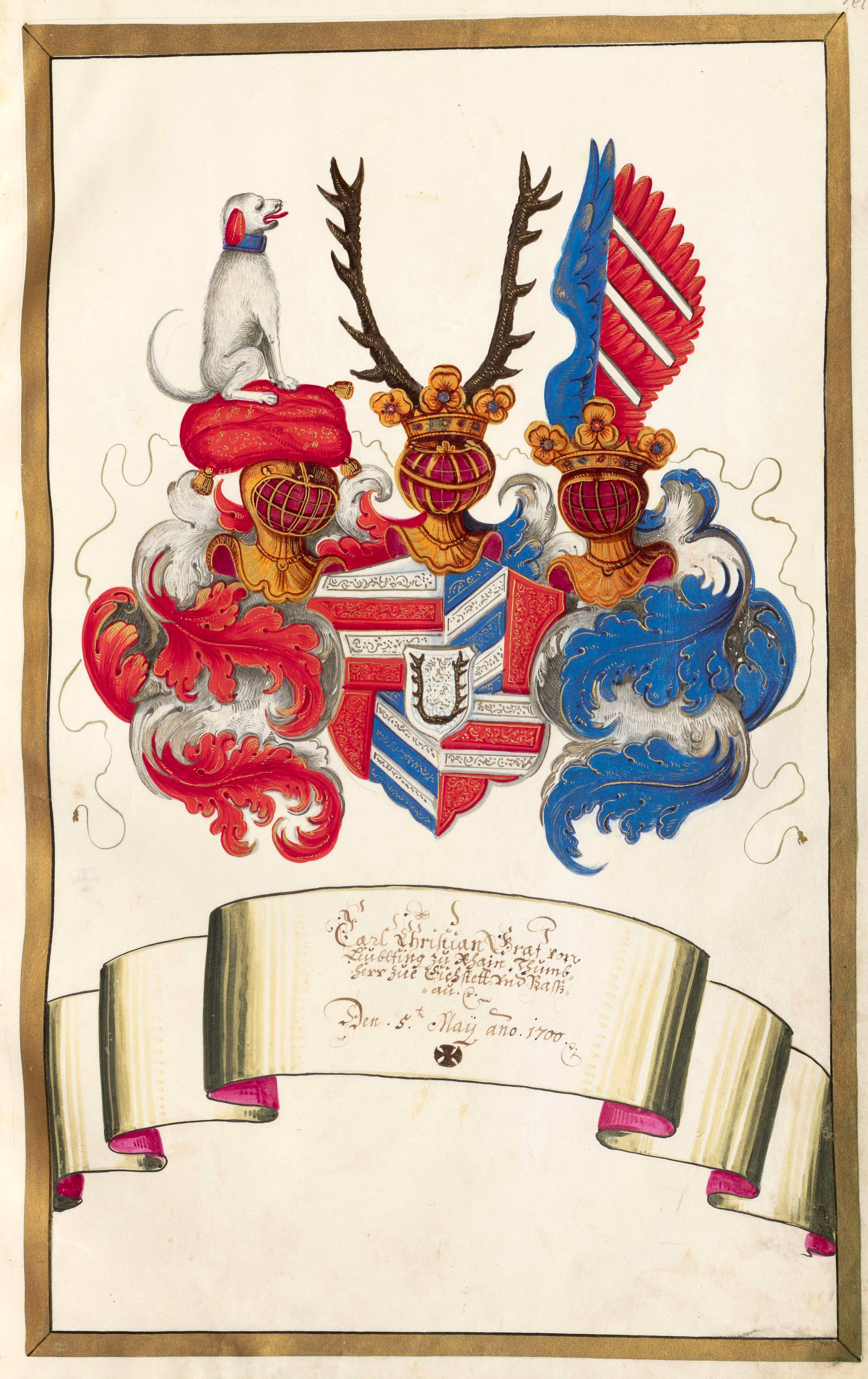
Wappen der Reichsgrafen von Leublfing zu Rhain (1690)

#### Linie am Stein

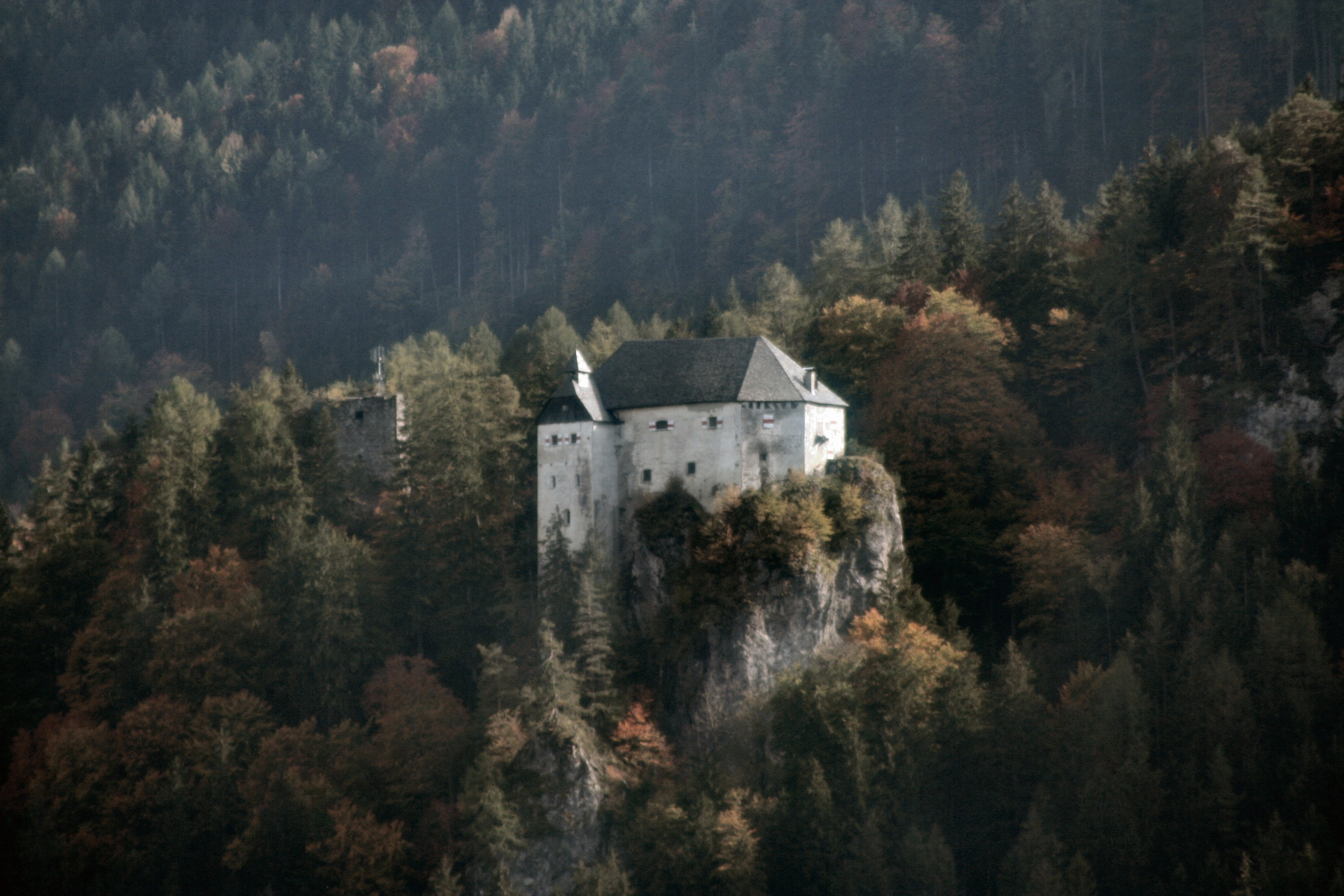
Schloss Stein (Dellach im Drautal)

Lukas von Graben zum Stein wurde durch Kaiser Maximilian I. im Jahre 1500 für seine Verdienste im Görzer Erbfall (dem Eintritt der fürstlichen Grafschaft Görz in die Habsburgermonarchie) die Herrschaft und das Schloss Stein im Drautal als Freies Eigen zugesprochen. Stein kam in Besitz seiner Söhne Hans von Graben zum Stein d. Ä. († 1587) und Georg von Graben zum Stein († 1595). Sie erbauten 1578 die Grabeskirche in Toblach und besaßen dort auch zeitweise die Herbstenburg. Diese Herren von Stein waren die selbigen die auch in und um Lienz lebten und wirkten. Da Hansens gleichnamiger Sohn Hans von Graben zum Stein d. J. bereits 1593 verstorben war, ging die Herrschaft Stein nach dessen Tod von Georg an Oswald von Graben zum Stein († 1609), dem Sohn von Hans d. J., über. Auf ihn folgte Christof von Graben zum Stein (1596–1628), und hernach folgte sein Sohn Christof David von Graben zum Stein, der 1664 ohne männlichem Erben verstarb, sondern zwei oder drei Töchter nachließ. Da die Herren von Graben der  Zweiten Tiroler Linie, abstammend von Lukas jüngerem Bruder Barthlmä (Bartholomäus) von Graben, nicht erbberechtigt waren, fiel Stein als erledigtes Lehen an die Habsburger Landesherren zurück, woran auch ein seitens Hans Karl von Graben aus Tirol forcierter Gerichtsprozess nichts ändern konnte.

### Zweite Tiroler Linie

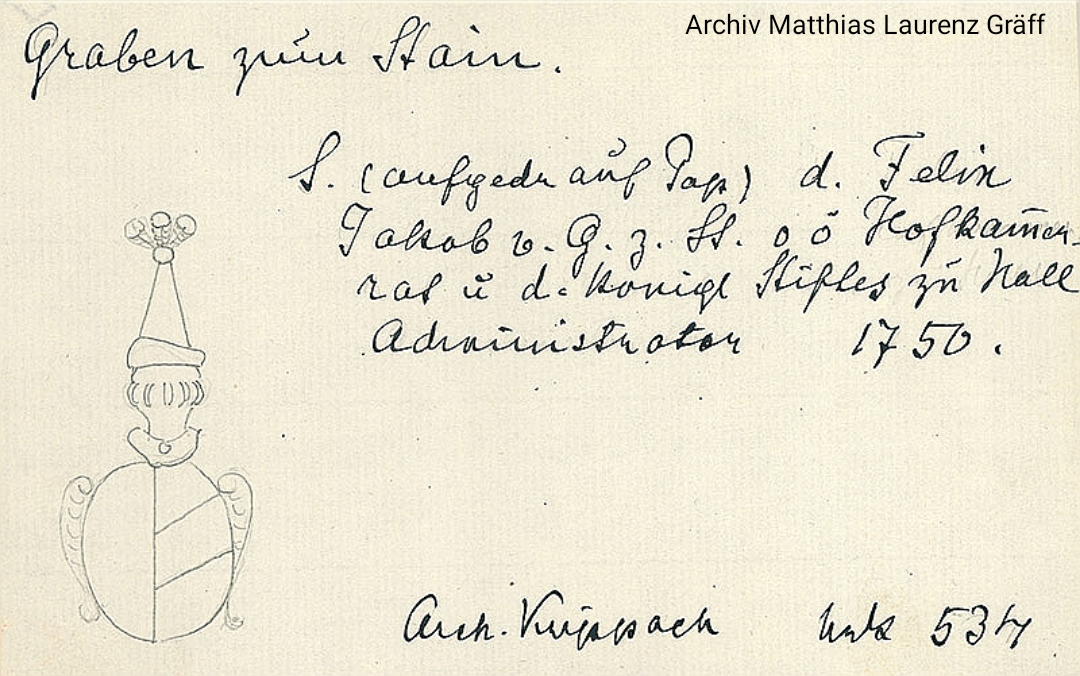
Wappen der Zweiten Tiroler Linie welches im Vergleich zu der oberhalb dargestellten Ersten Tiroler Linie den Schrägbalken anstatt des Spaten führte.

Die Zweite Tiroler Linie entstammte Bartholomäus (Barthlmä) von Graben, einem Sohn von Virgil von Graben sowie jüngerem Bruder von Lukas von Graben zum Stein. Seine Nachkommenschaft war eventuell dezent im Raum Innsbruck begütert und zumeist als kaiserliche und landesherrliche Beamte sowie kaiserliche und ständische Offiziere tätig. Es ist nicht beurkundet und daher nicht anzunehmen, dass diese Linie über größeren Grundbesitz, Burgen oder Schlösser verfügte.
Nach dem Aussterben der Linie Am Stein im Jahre 1664 in männlicher Linie beanspruchten sie aber deren Nachfolge in der Herrschaft Stein. Bartholomäus von Grabens Nachfahre Hans (Johann) Karl von Graben, der sich bereits noch zu Lebzeiten des letzten Herren von Stein, Christof David von Graben zum Stein aus der Linie am Stein, von Innsbruck aus um das Erbe seines entfernten Cousins bemühte (im neunten Grad verwandt), musste aber nach genauer Recherche erkennen, dass nur Abkömmlinge von Bartholomäus von Grabens Bruder Lukas von Graben zum Stein erbberechtigt waren. Stein fiel als ein erledigtes Lehen an die habsburgischen Landesfürsten.
Das bedeutendste Familienmitglied dieser Linie war Otto von Graben zum Stein, auch bekannt als „Graf zum Stein“, (* um 1690 in Innsbruck; † um 1756 Potsdam), Schriftsteller (von dem eine Erzählung stammt, die das Freischütz-Libretto beeinflusst haben mag) und Sagensammler, der am preußischen Hof Zeremonienmeister und Kammerherr sowie Vizepräsident der Preußischen Akademie der Wissenschaften war. Als letztes Familienmitglied wird dessen Cousin (?) Felix Jakob von Graben, Kammerrat und Administrator des kaiserlichen Damenstiftes in Hall in Tirol genannt. Mit seinem Tod im Jahre 1776 (andere Quellen sprechen von 1780) ist das gesamte Geschlecht der Herren von Graben (in männlicher Linie) ausgestorben.

## Stammbaum der Herren von Graben

### Stammlinie in Krain
- Meinhardiner (Pfalz-)Graf Meinhard I. (* um 1070; † 1142) oder sein jüngerer Bruder (Pfalz-)Graf Engelbert I. von Görz († 1122)
  - unbekannt
    - Conrad vom Graben (genannt vermutlich zwischen 1170 und 1208)
      - (?) Rudolph ab dem Graben (genannt 1222, im selben Gefolge wie Conrad genannt)[119] ... →

    - Grisold vom Graben (genannt 1170)
    - Walter vom Graben (genannt 1170)

... →
- Rapoto vom Graben (genannt um 1203)

... →

### Konradinische Linie
Herren vom Graben Am Graben und auf Schloss Alt-Grabenhofen in und um Graz in der Steiermark
- Konrad I. vom (ab dem) Graben (Grabner) († 1307; Eltern unbekannt)
  - Konrad II. vom (ab dem) Graben (Grabner) († vor 1356), könnte als Stammherr des alt-österreichischen Grafen- und Fürstengeschlechts der Orsini-Rosenberg aufgetreten sein; → Rosenberger Zweig[121][122][123][124]
    - Otto Grabner (genannt 1314/28), Stammherr einer Linie in Niederösterreich; → Zweite Niederösterreichische Linie[125]
    - Jakob Grabner (genannt 1328)

  - Reinprecht II. vom (ab dem) Graben († vor 1356)
  - Heinzlein [Heinrich] vom (ab dem) Graben (genannt 1325–1363)
  - Niclein vom (ab dem) Graben († nach 1403)
- Rennewart vom (ab dem) Graben (genannt 1294)
- Walther vom (ab dem) Graben († vor 1331), gleichfalls Stammherr des Thaler Zweiges; → Thaler Zweig
  - Reinprecht III. vom (ab dem) Graben (der Ältere)[126] († vor 1413)
    - Affra vom (ab dem) Graben († vor 1458)

  - Chuntz [Conrad] vom (ab dem) Graben (genannt 1410)
  - Anna vom (ab dem) Graben (genannt 1431)
  - Georg vom (ab dem) Graben († 1439)
    - Ulrich [Ullein] vom (ab dem) Graben († ca. 1456)
    - Reinprecht IV. vom (ab dem) Graben (der Jüngere) (genannt 1396–1456), letzter Vertreter der Konradinischen Linie[45]
    - Wolfgang vom (ab dem) Graben (genannt 1456)
- Ulrich I. von Graben († vor 1325) Stammherr der Linie auf Kornberg; → Kornberger Linie[127]

Personen ohne genealogischen Anschluss:
- die Gebrüder Hermann und Burkhard von Graben: 18. Februar 1284 als Zeugen erwähnt in Urkunde der Herren von Walsee und dem Kloster Heggbach in Oberschwaben im heutigen Baden-Württemberg[128]

### Thaler Zweig
- Walther vom (ab dem) Graben (Eltern unbekannt, aus der Konradinischen Linie)
  - N. von Thal (genannt 1307)
    - Fritzel der Grabner (genannt 1341)

### Rosenberger Zweig
- Konrad II. vom (ab dem) Graben (aus der Konradinischen Linie)
  - Rosenberger und in weiterer Folge Orsini-Rosenberg

### Kornberger Linie
Herren vom Graben auf Schloss Kornberg etc. in der Steiermark:
- Ulrich I. von Graben († vor 1325), Eltern unbekannt; aus der Konradinischen Linie
  - Veit von Graben († bald nach 1300)
  - Martin (Mört) von (im) Graben (genannt 1366)
  - Otto I. von Graben († vor 1360)
    - Heinrich von Graben († unbekannt, jedenfalls nach 1360)
    - Elisabeth von Graben (um 1360 genannt)
    - Beata von Graben (genannt 1409)
    - Friedrich von Graben
    - Wolfgang von Graben
    - Veronica von Graben
    - Barbara von Graben
    - Dorothea von Graben

  - Ulrich II. von Graben (genannt 1300–1361)
  - Friedrich I. von Graben (* ca. 1300; † vor 1404)
    - Friedrich II. von Graben († vor 1463)
      - Dorothea von Graben († 1519)
      - Wolfgang von Graben († vor 1468)
      - Ulrich III. von Graben (1415–1486)
        - Wolfgang von Graben († 1521)
          - Peter von Graben resp. Pieter Graeff könnte als Stammherr der niederländischen Familie De Graeff aufgetreten sein[130][131][132]

        - Andree von Graben († 1521)
        - Georg von Graben († 1522)
        - Rosina von Graben
        - Margret [Marusch] von Graben (genannt 1500)
        - Elisabeth von Graben (genannt 1483)
        - Wilhelm von Graben († 1523)
          - Georg Siegmund von Graben († 1543)
          - Andrä von Graben († 1556), letzter männlicher Vertreter der Kornberger Linie[133]
          - Margreta von Graben (genannt 1534)
          - Anna von Graben († 1564), letztes Familienmitglied der Kornberger Linie[134]

      - Reinprecht V. von Graben (genannt zwischen 1456 und 1493)

    - Anna von Graben (genannt 1415)
    - Agnes von Graben (genannt 1380–1447)
    - Dorothea von Graben (genannt 1439)
    - N. von Graben (weiblich) (genannt 1459)
    - N. von Graben (weiblich) (genannt 1409)
    - Leonhard [Lienhart, Linhart] von Graben (genannt 1441), Stammherr der Ersten Tiroler Linie; → Erste Tiroler Linie
    - Andreas von Graben zu Sommeregg († 1463), Stammherr eines Familienzweiges in Kärnten und dem heutigen Osttirol; → Sommeregger Linie[135]

  - Nikolaus von Graben (genannt 1350/56), Stammherr eines Familienzweiges in Niederösterreich; → Niederösterreichische Linie
  - Catrey von Graben
  - Johann von Graben (genannt 1350)
  - Heinrich von (in den) Graben (genannt 1356)
  - Martin (Mört) von (im) Graben (genannt 1366)

Personen ohne genealogischen Anschluss:
- Adelheid von Graben: Mitte des 14. Jahrhunderts mit Greter (?) von Galler verheiratet, Ahnfrau der späteren Freiherren und Grafen Galler[136]
- Otto von Graben: ehelichte 1379 Kathrein von Purgstall[137]

### Erste Niederösterreichische Linie
Herren von Graben in Niederösterreich:
Ulrich I. von Graben
- Nikolaus von Graben (aus der Kornberger Linie)
  - Dietrich (Dietl) von Graben (genannt um 1400)
  - Otto II. von Graben (* 1378; † 1439)
    - Friedrich (Friedl) von Graben
    - Wolfgang von Graben (genannt zwischen 1405 und 1421), letztes Familienmitglied der Niederösterreichischen Linie
    - Veronika von Graben (* 1404)
    - Agnes Veronika von Graben (* 1406)
- Heinrich von (in den) Graben (Kornberger Linie)
- Martin (Mört) von Graben (Kornberger Linie)

nicht zuordenbar:
- die Gebrüder Ulrich, Conrad, Heinrich und Otto von Graben (genannt 1374)

### Zweite Niederösterreichische Linie (Grabner zu Rosenburg)
Herren von Graben in Niederösterreich:
- Otto Grabner (genannt 1314/28) (aus der Konradinischen Linie)
  - Heinrich Grabner (genannt 1325)
    - Hanns Grabner (genannt 1360)
      - Jacob der Grabner der Ältere (genannt 1354)
        - Jacob Grabner der Jüngere (genannt 1410)
          - Otto Grabner (genannt 1440)
            - Johann (Hans) Grabner der Jüngere (genannt 1449–1481)
            - Georg Grabner auf Joslowitz (genannt 1450; † 1487)
              - Christoph Grabner zu Rosenburg (genannt 1487–1515)
                - Sebastian I. Grabner zu Rosenburg (genannt ab 1508, † 1535)
                  - Georg Grabner zu Rosenburg (* vor oder um 1510; † 1562)
                    - Wilhelm Grabner zu Rosenburg
                    - Elisabeth Grabner zu Rosenburg

                  - Elisabeth Grabner zu Rosenburg
                  - Christoph Grabner zu Rosenburg zu Waasen (* nach 1510 - † vor 1562)
                  - Hedwig Grabner zu Rosenburg
                  - Margaretha Grabner zu Rosenburg
                  - Rosina Grabner zu Rosenburg
                  - Leopold Grabner zu Rosenburg (1528–1583)
                    - Sebastian II. Grabner zu Rosenburg († 1610)
                      - Esther Sophia Grabner von (zu) Rosenburg
                      - Maria Grabner von (zu) Rosenburg (1589–1623)
                      - Johann Leopold Grabner von (zu) Rosenburg († vor 1610)
                      - Friedrich Christoph Grabner von (zu) Rosenburg († um 1650), (letztes Familienmitglied der Zweiten Niederösterreichischen Linie der Grabner)

                    - Jakob Grabner zu Rosenburg
                    - Friedrich Grabner zu Rosenburg
                    - Christoph Grabner zu Rosenburg
                    - Hanns Georg Grabner zu Rosenburg
                    - Wilhelm Grabner zu Rosenburg
                    - Sophia Grabner zu Rosenburg
                    - Esther Grabner zu Rosenburg
                    - Maria Grabner zu Rosenburg
                    - Katharina Grabner zu Rosenburg
                    - Johanna Grabner zu Rosenburg

                  - Petronilla Grabner zu Rosenburg
                  - Johann Grabner zu Rosenburg
                  - Veronica Grabner zu Rosenburg
                  - Josaphat Grabner zu Rosenburg († 1564)
                  - Jacob Grabner zu Rosenburg († 1452)

              - Jakob Grabner zu Rosenburg (genannt 1487; † 1502)
              - Margareta Grabner († 1499)

            - Andreas Grabner († 1449)

    - Georg Grabner (genannt 1368)
      - Hans Grabner der Ältere (genannt 1387)
- Jakob Grabner (genannt 1328)

### Erste Tiroler Linie
Herren von Graben in Tirol (Nordtirol):
- Leonhard [Lienhart, Linhart] von Graben (aus der Kornberger Linie)
  - Nachkommen bis 1519 nachgewiesen

### Sommeregger Linie
Herren von Graben auf Burg Sommeregg in Kärnten sowie in Lienz in Osttirol:
- Andreas von Graben zu Sommeregg (aus der Kornberger Linie)
  - Heinrich von Graben († 1507)
    - [?] Christof von Graben (genannt 1543–1578)
    - [?] Andreas II. von Graben († 1560)

  - Ernst von Graben († 1513)
    - Rosina von Graben von Rain († 1534)

  - Virgil von Graben († 1507)
    - Christof von Graben (genannt 1498)
    - Lukas von Graben zum Stein († 1550), Stammherr des Familienzweiges auf Schloss Stein; → Linie am Stein
    - Barthlmä von Graben, Stammherr eines zweiten Familienzweiges in Tirol → Zweite Tiroler Linie
    - Virgil Lucz von Graben (genannt 1550)
      - Bartholomeus von Graben (genannt 1525–1564)
        - Michael von Graben

      - Leonhard (Lienhard) von Graben (genannt 1507–1545)
      - Andreas von Graben (genannt 1527–1574)
        - unbekannt[139]
          - (Anna) Maria von Graben (genannt 1575)
          - Regina von Graben

    - uneheliches Kind
    - uneheliches Kind
    - uneheliches Kind
    - uneheliches Kind

  - Ruth von Graben (genannt 1477)
  - Cosmas von Graben († 1479)
  - Wolfgang von Graben (genannt 1450)
  - Wolfgang Andreas (Wolf Andrä) von Graben (genannt zwischen 1481 und 1524)
  - Barbara von Graben (genannt 1467)

Personen ohne genealogischen Anschluss:
- Anastasia von Graben, ehelichte Paul Kronegg, den Stammherren der Reichsgrafen Kronegg[140]
- (Sommeregger Linie oder Linie am Stein) Catharina von Graben, Tochter von Wolfgang von Graben und Margaret von Groppenstein; ehelichte Balthasar (IV.) Griming von Stahl; zwischen 1563 und 1593 Pfleger der Herrschaft Weissenstein

### Linie am Stein
Herren von Graben zum Stein auf Schloss Stein in Kärnten:
- Lukas von Graben zum Stein (aus der Sommeregger Linie)
  - Margaretha von Graben zum Stein (genannt 1542)
  - Georg von Graben zum Stein (genannt 1570)
  - N von Graben zum Stein
  - Catharina von Graben zum Stein (genannt 1540)
  - Hans von Graben zum Stein d. Ä. († 1587)
    - Barbara von Graben zum Stein († 1580)
    - Hans von Graben zum Stein d. J. († 1593)
      - Maria von Graben zum Stein (genannt 1569)
      - Georg von Graben zum Stein (genannt 1568)
      - Sabina von Graben zum Stain und Thurn (genannt 1565)
      - Johann von Graben zum Stein
      - Christoph von Graben zum Stein (genannt 1564)
        - Benigna von Graben zum Stein
        - Maria von Graben zum Stein
        - Ursula von Graben zum Stein
        - Barbara von Graben zum Stein
        - Catharina von Graben zum Stein
        - Johanna von Graben zum Stein

      - Oswald von Graben zum Stein († 1609)
        - Anna Christina von Graben zum Stein
        - Christof von Graben zum Stein (1596–1628)
          - Christof David von Graben zum Stein († 1664)
            - Anna Juliana von Graben zum Stein
            - Lukretia von Graben zum Stein
            - Ursula von Graben zum Stein

        - Christina von Graben
        - Susanna von Graben

      - Christina von Graben zum Stein
      - Andreas von Graben zum Stein
      - Sigismund von Graben zum Stein
      - Ursula Virgo von Graben zum Stein
      - Salome von Graben zum Stein

    - Virgil von Graben zum Stain (genannt 1558–1570)
    - Christoph von Graben zum Stein (genannt 1575)
    - Georg von Graben zum Stein († 1595)
    - Catharina von Graben zum Stein (genannt 1577)
    - Elisabeth von Graben zum Stein

Person ohne genealogischen Anschuss:
- Dorothea von Graben zum Stein, ehelichte Joachim Mandorfer (1507–1556), Generaleinnehmer in Kärnten
- Anna Regina von Graben, verehelichte von Dornsberg, genannt 1669 und 1672 auf Schloss Gröfelhof in Irschen im Oberen Drautal[141]
- Maria Ignatia von Graben (1696 genannt, Tirol)
- Johann von Graben zum Stein: verehelicht mit einer Anna Maria (Tirol, 17. Jh.)[142]
- Cäcilia von Graben (18. Jahrhundert, Tirol): Oberin des Ursulinenkonvents zu Innsbruck, treibende Kraft hinter der Gründung eines Konvents in Brixen

### Zweite Tiroler Linie
Herren von Graben in Tirol (Nordtirol) bis zum Erlöschen des Geschlechts 1776/80:
- Bartholomäus von Graben (aus der Sommeregger Linie)
  - evtl. 1 Generation unbekannt
    - Hans von Graben
      - Name unbekannt
        - Hans Christof von Graben
        - Hans (Johann) Karl von Graben
          - Otto Heinrich von Graben [zum Stein] (* 1643)
            - [?] Otto von Graben zum Stein (1690–1756)

          - Johann Sigismund von Graben [zum Stein]
            - [?] Felix Jakob von Graben († 1776/1780), letztes Familienmitglied der Herren von Graben

        - Apollonia von Graben
        - Carl von Graben (?)
        - Johann Andre (Hans Andreas) von Graben († um 1668)
          - Martin Laurenz von Graben
          - Maria Juliana von Graben

## Besitztümer und Herrschaftstitel
Eine Auswahl der von den Herren von Graben besessenen und verwalteten Besitztümer nach historischen Territorien.

### Krain
- Stammschloss Graben unweit von Rudolfswerth (Novo mesto im heutigen Slowenien) (in Besitz der Krainer Stammlinie, der Konradinischen Linie?, der Kornberger Linie sowie der Sommeregger Linie)

### Steiermark

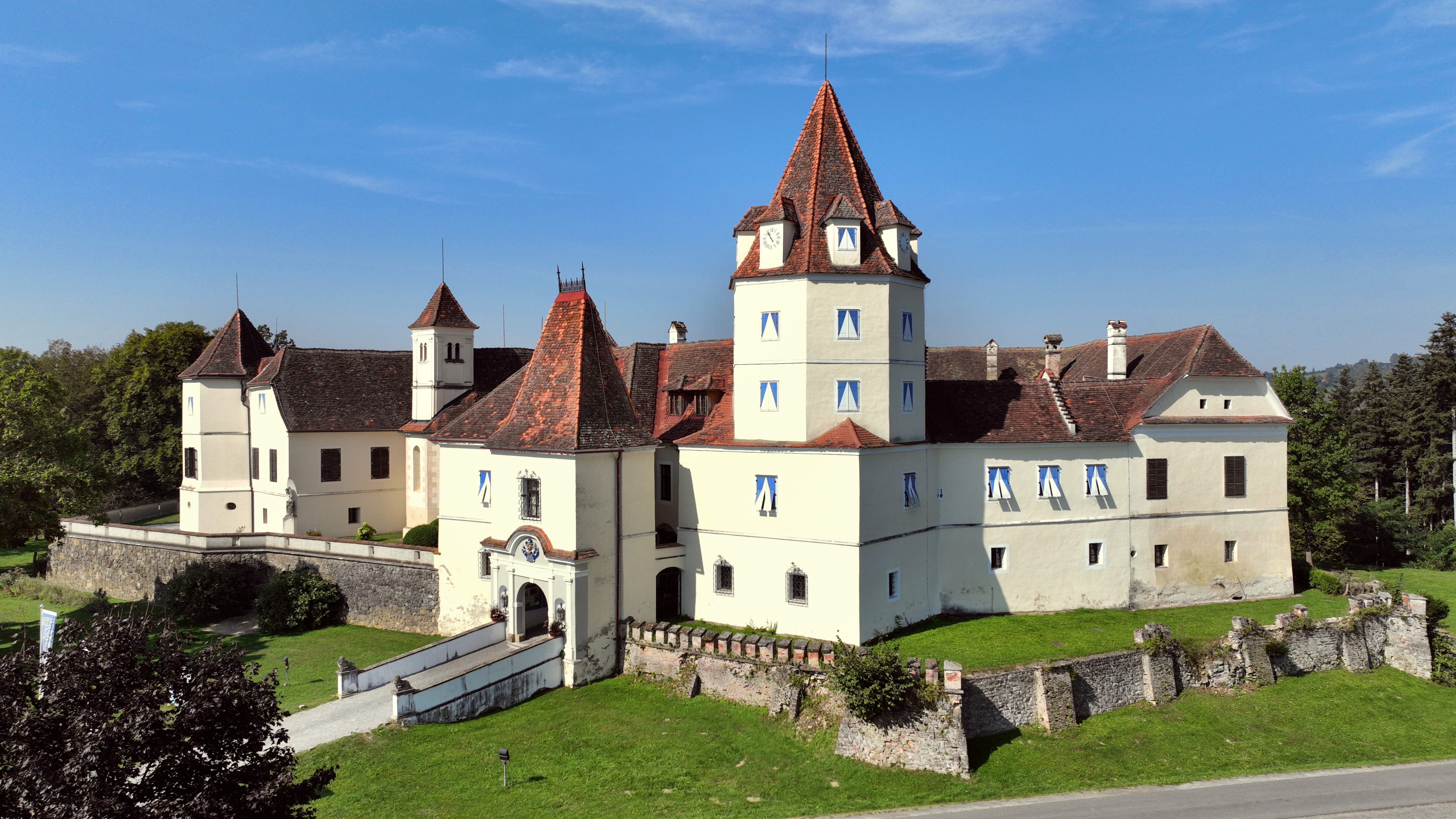
Schloss Kornberg

- Hof am Graben und des Gebietes Am Graben, Graz (in Besitz der Konradinischen Linie und der Kornberger Linie)
- Schloss Alt-Grabenhofen nördlich von Graz (in Besitz der Konradinischen Linie und der Kornberger Linie)
- Orthof am Graben
- Schloss Liebenau
- Thal bei Graz, Burg Unterthal
- Burggraf und Herr von Riegersburg
- Burggraf und Herr von Saldenhofen / Vuzenica
- Burggraf und Herr über die Herrschaft Hohenwang sowie von Burg Hohenwang
- Herr der Hohen Herrschaft Marburg, der Obermarburg, des Amtes Marburg an der Drau sowie Schloss Marburg
- Herr der Hohen Herrschaft Straß sowie von Schloss Straß
- Herr der Hohen Herrschaft Kornberg sowie von Schloss Kornberg
- Herr von Radkersburg (Oberradkersburg), siehe Schloss Oberradkersburg
- Burggraf und Herr von Gleichenberg
- Grundherr von Ratschendorf
- Grundherr von Rohrbach
- Grundherr von Liechtenberg
- Grundherr von Krottenhofen

### Niederösterreich
- Burg Kuffarn
- Gut Graben bei Würmla
- Grundherr von Enzesfeld
- Herr von Zwingendorf
- Herrschaft und Schloss Rosenburg

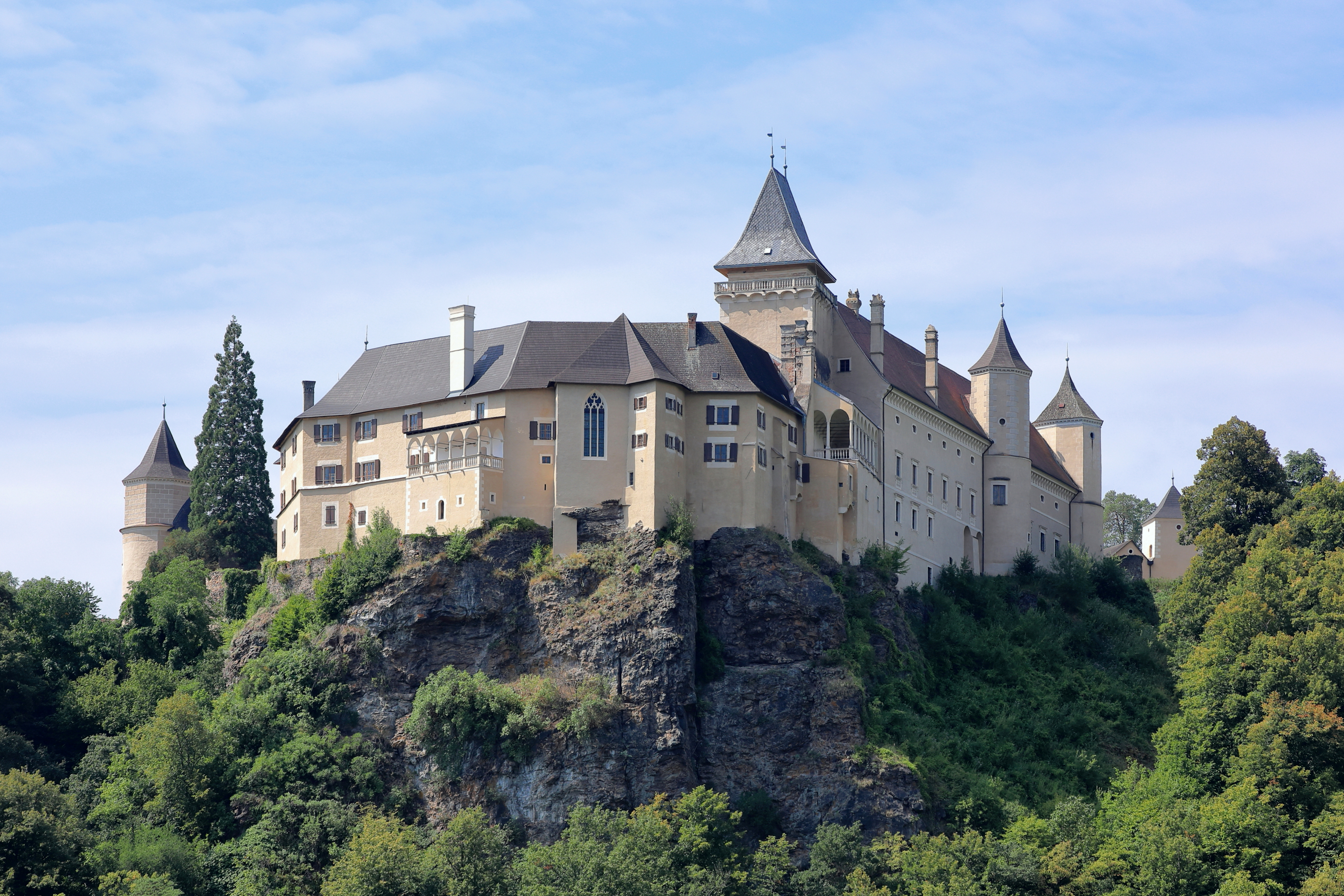
Schloss Rosenburg

- Herrschaft und Schloss Pottenbrunn
- Judenau
- Herrschaft und Schloss Zagging
- Zellerndorf
- Herrschaft Schlickendorf
- Siebenbrunn
- Veste Rehberg und Ort Rechberg
- die Dörfer Prunreichs (Preinreichs ?) Eisenberg(eramt, Gemeinde Jaidhof) und Grubern (Grübern ?)
- Pfleger von Gars am Kamp (Burgruine Gars)
- Veste Puechberg (Buchberg am Kamp)

### Mähren
- Herrschaft Joslowitz

### Grafschaft Görz / Osttirol
- Ansitz Graben in Lienz
- Schloss Bruck in Lienz
- Burggraf und Pfandherr von Lienz
- Burggraf, Herr, Pfandherr über die Herrschaft Heinfels sowie von Burg Heinfels
- Burggraf und Herr über die Herrschaft Lengberg sowie von Schloss Lengberg
- Herr der Herrschaft Herbstenburg sowie dem Ansitz Herbstenburg

### Kärnten / Grafschaft Görz

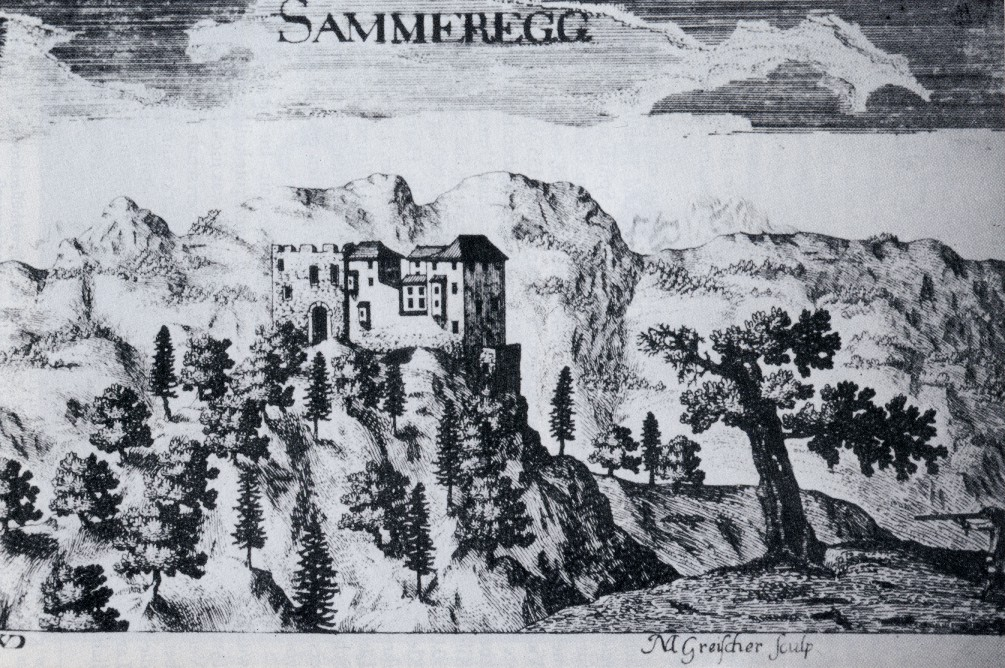
Burg Sommeregg

- Burggraf und Herr über die Herrschaft Sommeregg sowie von Burg Sommeregg
- Burggraf von Landskron
- Herrschaft und Schloss Moosburg
- Herr der Herrschaft Stein sowie von Schloss Stein

### Südtirol und Italien / Grafschaft Görz
- Herbstenburg
- Doberdo del Lago

### Salzburg
- Schloss Fürberg

### Tirol
- diverse Stadthäuser in Innsbruck
- Ansitz Günn bei Schwaz

## Stiftungen
Eine Übersicht über die kirchlichen Stiftungen und Bauwerke der Herren von Graben:
- Kirche St. Peter (heute Ruine), Kals am Großglockner, erstmals 1609 genannt, eventuell herrscht ein Zusammenhang mit Pfarrer Christof von Graben zum Stein, der 1543–1578 Pfarrer von Kals war[143]
- Benefiziatkirche St. Michael, Begräbnisstätte der Herren von Graben und deren anverwandten Geschlechter Rainer zu Rain und Leublfing in Lienz
- St. Andrä-Kirche, Oberlienz

## Verwandte Geschlechter
- Meinhardiner als deren Stammherren

Den Herren von Graben verwandte Geschlechter waren unter anderem die
- Orsini-Rosenberg (sowie wahrscheinlich via den Rosenbergern entstammenden Trauttmansdorff) und (De) Graeff als deren Abkömmlinge

die altösterreichischen Geschlechter:
- Auersperg,[144]
- Breuner,[145]
- Kronegg,[146]
- Firmian,
- Galler,[147]
- Herberstein,
- Jörger von Tollet,
- Kuefstein,
- Kuenburg,
- Lamberg,[148]
- Polheim,
- Purgstall,[149]
- Rogendorf[150]
- Saurau,[151]
- Sinzendorf,
- Steinpeiss,[152]
- Stubenberg,[153]
- Tschernembl[154]
- Windisch-Graetz,[155]

die übrigen Geschlechter aus dem deutschen Sprachraum:
- die ursprünglich württembergischen Herren von Landau (Grüningen-Landau) aus dem dynastischen Haus Württemberg
- die bambergischen Guttenberg.[156]
- die bayrischen Nothaft zu Wernberg[157]
- die aus Bayern stammenden Königsfeld, Rain (sowie die Leublfing zu Rhain als Erben des Graben-Wappens)

aus dem italienischsprachigen:
- die Avogadro

Diverses:
- Mitglieder der Zweiten Niederösterreichischen Linie der Grabner waren durch die Von Polheim Abkömmlinge der souveränen resp. hochadeligen Häuser Öttingen, Borsselen und Bourbon-Montpensier, Abkömmlinge von König Ludwig dem Heiligen von Frankreich.

## Wappen

### Geschlechterwappen der diversen Linien

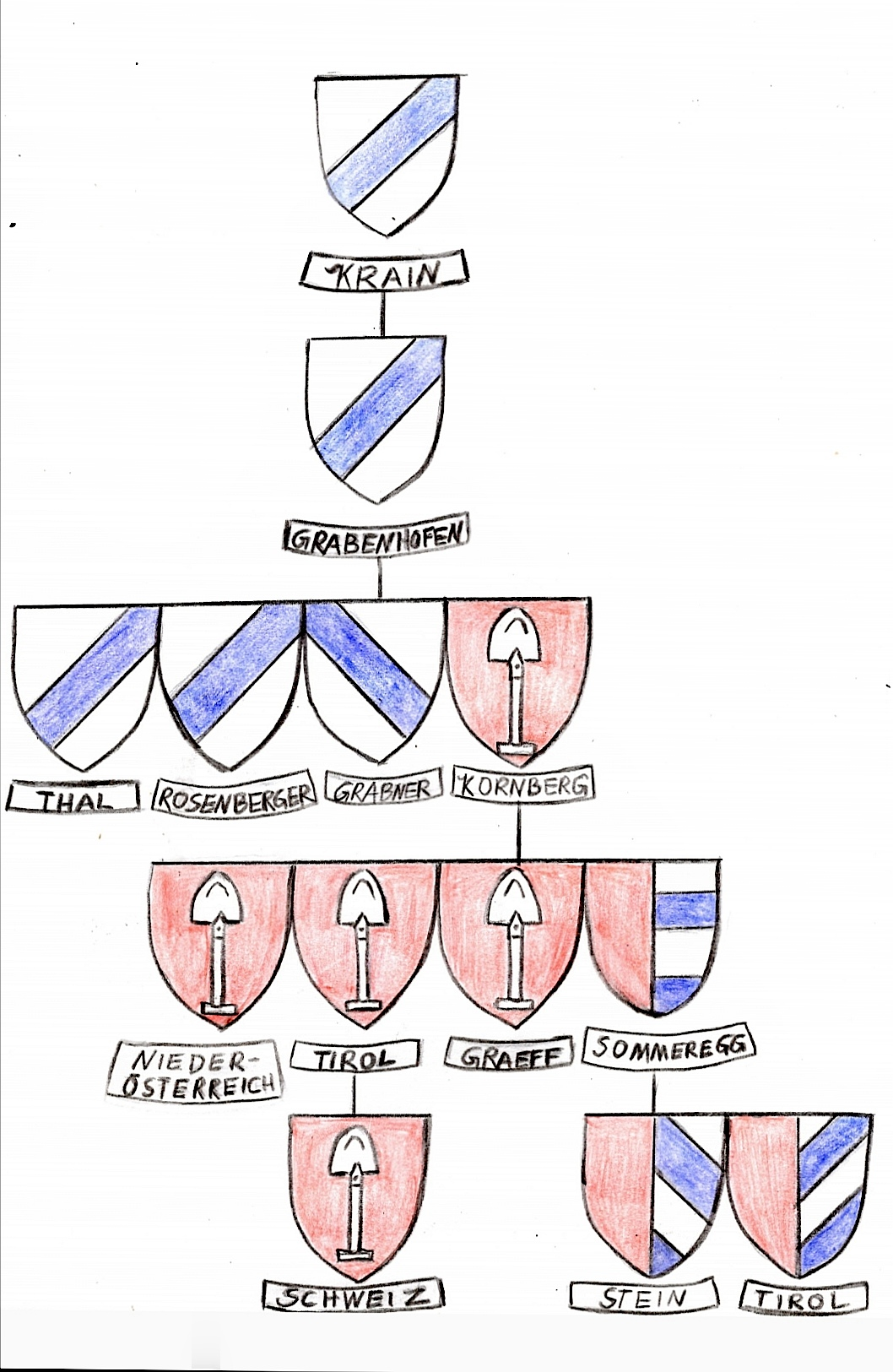
Heraldische Stammtafel der Herren von Graben sowie deren Abstammungen

Es existieren drei Darstellungsformen des Geschlechterwappens deren Von Graben, welche durch die aufgestellte Genealogie der Familie ihre Verbindung zueinander haben. Unterschieden werden hierbei das Stammwappen mit dem Blauen Schräglinksbalken auf Weiß (auch Variante mit Schrägrechtsbalken), dem Schaufelwappen auf Rot sowie dem Wappen gespalten von Rot, und dreimal geteilt von Blau und Weiß (oder Schwarz).
Schrägbalkenwappen:
- Das Schräglinksbalkenwappen (oder Schrägrechts) führten die Krainer Stammlinie, die Konradinische Linie (Graz, Am Graben, Alt-Grabenhofen) sowie die Zweite Niederösterreichische Linie der Grabner. Das der Konradinischen Linie abstammende Geschlecht Orsini-Rosenberg übernahm anfangs ebenfalls den Schrägbalken. Das aus der Zweiten Niederösterreichischen Linie der Grabner in weiblicher Linie abstammende Geschlecht Jörger von Tollet (Reichsgrafen) nahm den Schrägbalken in deren Wappen auf.

Schaufelwappen:
- Das Schaufelwappen hatten die Kornberger Linie (Steiermark), die Erste Niederösterreichische Linie und die Erste Tiroler Linie (Nordtirol) in Verwendung. Bei der Ersten Niederösterreichischen Linie besteht eine Kombination der Wappenvarianten; sie führten als Wappenschild die Schaufel, aber als Helmzier die Büffelhörner des Schrägbalkenwappen. Die Blasonierung des Wappensiegels lautet: eine schräggerechte liegende Schaufel ohne Stiel, auf dem Helm zwei Büffelhörner.[84] Die der Kornberger Linie entstammende Familie (De) Graeff führt ebenfalls das Schaufelwappen. Der Wappenspruch der Herren von Graben (jedenfalls der Kornberger Linie) lautete: „Daß ich grabe bürgt mein Habe.“ Eine weitere Devise unter der silbernen Stech- oder „Hauschaufel“ auf rotem Grund war „ich baue, indem ich haue“.[158] Schrägbalkenwappen der Krainer Stammlinie gegenüber der Konradinischen Linie und zweiten niederösterreichischen Linie der Grabner

Gespalten von Rot, und dreimal geteilt von Blau und Weiß:
- Dieses Wappen führten die Sommeregger Linie (Kärnten, Lienz, Osttirol), die Linie am Stein (Kärnten) und die Zweite Tiroler Linie (Nordtirol). Die der Sommeregger Linie in weiblicher Linie abstammenden bayrisch-kärntnerischen Geschlechter Rain (Freiherren Rain zu Sommeregg) und Leublfing (Reichsgrafen Leublfing zu R(h)ain) nahmen gleichfalls das Wappen in dem ihrigen auf.

Neben dem Schrägbalkenwappen, dem Schaufelwappen und den von Rot gespaltenen und in Blau und Weiß geteiltem Wappen existiert auch eine Variante mit Schaufel und Schrägbalkenwappen. Die verschiedenen Wappen derer von Graben werden in der folgenden Tabelle verglichen und erläutert:
| Wappen | Beschreibung | Information | Vererbt an                                     |
| ------ | --- | --- | ---------------------------------------------- |
| mittig | Krainer Stammlinie mit Schrägbalkenwappen: auf Schloss Graben (genannt ab 1170) mit Schräglinksbalken | Valvasor nennt nur Wappen mit Grabschaufel, möglicher Grund: Verwechslung wegen Erscheinen der Kornberger Linie mit Schaufelwappen ab 1330 als Besitzer des Stammschlosses |                                                |
| mittig | Konradinische Linie mit Schrägbalkenwappen: wie bei Krainer Stammlinie | Wappen der Konradinischen Linie zeigte Schräglinksbalken oder Schrägrechtsbalken | Orsini-Rosenberg (Stammwappen der Rosenberger) |
| mittig | Thaler Zweig mit Schrägbalkenwappen: wie bei Krainer Stammlinie und Konradinischer Linie | auch Schräglinksbalken in Verwendung |                                                |
| mittig | Zweite Niederösterreichische Linie der Grabner mit Schrägbalkenwappen: wie bei Krainer Stammlinie, Konradinischer Linie und Thaler Zweig | oft mit abweichender Helmzier (geschlossener Flug anstatt Straußenfedern) in Verwendung | Jörger von Tollet                              |
| mittig | Kornberger Linie (Steiermark) mit Schaufelwappen: 1324 führt Otto I. von Graben drei Schaufeln, von denen die mittlere abwärts gekehrt ist; 1564 gelangte das Wappen mit Bewilligung Kaiser Maximilians an die Stadler IV 1,4 oder 2,3 / Ein Wappen mit der Grabschaufel auf die Krücke gestellt, in Gold/Rot (1377, 1564) / Hupp zeigt nur das Wappen mit der Grabschaufel (Variante bei Kraßler von 1432) | abweichende Wappenvariante vom Schrägbalken durch die große Ausbreitung der Herren von Graben im Laufe des 14. Jahrhunderts, auch unter diversen Namensvarianten, brachte diverse Abänderungen des Grabnerischen Stammwappen mit sich. Das ursprüngliche Wappen mit dem blauen Schrägrechts -resp. Schräglinksbalken auf Silber erfuhr bei der durch Friedrich von Graben neu begründeten Kornberger Linie eine Änderung hin zu einem sprechenden Wappen mit einer (aufrecht stehenden) silbernen Schaufel auf rotem Feld an. Dieses Wappen der Kornberger Linie vererbte sich an deren Abstammungen in Niederösterreich, Tirol und den Niederlanden (aber nicht in Kärnten und Osttirol). (Helmzier mit Schaufel und Straußenfedern) | (De) Graeff sowie Stadl-Kornberg               |
|        | Erste Niederösterreichische Linie mit Schaufelwappen: wie Kornberger Linie. Wappensiegel: Eine schräggerechte liegende Schaufel ohne Stiel, auf dem Helm zwei Büffelhörner. | Dieses Wappen stellt durch die Büffelhörner und die Schaufel eine Kombination des Stammwappens mit dem Schrägbalken (Stammlinie in Krain sowie Konradinische Linie Am Graben in und um Graz) und dem Schaufelwappen (Kornberger Linie) dar |                                                |
| mittig | Erste Tiroler Linie mit Schaufelwappen: wie Kornberger Linie (und Erste niederösterreichische Linie) | im Gegensatz zur Kornberger Linie nur mit aufrecht stehenden Spaten bekannt (Helmzier mit Schaufel und Straußenfedern) |                                                |
| mittig | Schweizer Linie mit Schaufelwappen: wie Kornberger Linie und Erste Tiroler Linie (sowie Erste Niederösterreichische Linie) | im Gegensatz zur Kornberger Linie nur mit aufrecht stehenden Spaten bekannt (Helmzier mit Schaufel und Straußenfedern) |                                                |
| mittig | Sommeregger Linie mit Wappen von Rot gespalten und geteilt in Blau und Weiß: Nach Kraßler führten die von Graben als Ortenburger Einschildritter den Schild gespalten, vorne dreimal geteilt, Schwarz und Blau, hinten Schwarz / Das Wappen von Andreas von Graben zu Sommeregg (ca. 1450) ist gespalten von Rot und dreimal geteilt von Schwarz und Blau (Blau und Schwarz); dieses Wappen war in Lienz und in ganz Oberkärnten häufig / Das Wappen des Andreas II. von Graben (1531) zeigt den Schild gespalten, vorne dreimal schrägrecht geteilt / Die Blasonierung nach Scheiblersches Wappenbuch (älterer Teil, 1450–1480) lautet: Gespalten, rechts ledig und rot, links dreimal geteilt von Silber und Blau. Auf dem Helm mit rot-silbernen Decken ein Paar silberner Büffelhörner, außen mit je drei schwarzen Hahnenfederbüschen besteckt. | Stifter der Sommeregger Linie, Andreas von Graben zu Sommeregg, entstammte der Kornberger Linie, führte aber ein anderes Wappen (Helmzier mit Büffelhörnern und Straußenfedern) | Rain zu Sommeregg und Leublfing zu Rhain       |
| mittig | Linie am Stein mit Wappen von Rot gespalten und geteilt in Blau und Weiß: wie bei Sommeregger Linie | Schrägbalken auch in Grün-Weiß resp. Rot-Weiß sowie teils abweichende Helmzier mit einem Zylinder anstatt den Büffelhörnern (aber jeweils mit Straußenfedern) |                                                |
| mittig | Zweite Tiroler Linie mit Wappen von Rot gespalten und geteilt in Blau und Weiß: wie bei Sommeregger Linie und Linie am Stein | als Helmzier entweder mit Büffelhörnern oder mit Zylinder (jeweils mit Straußenfedern) |                                                |
| mittig | Dritte Tiroler Linie mit Wappen von Rot gespalten und geteilt in Blau und Weiß: wie bei Sommeregger Linie, Linie am Stein und Zweiten Tiroler Linie | als Helmzier entweder mit Büffelhörnern oder mit Zylinder (jeweils mit Straußenfedern) |                                                |
| mittig | Herren von Graben mit Wappenvariante: unbekannt, Tirol, Kärnten (?) | Beide Wappenvarianten der Herren von Graben (ursprünglich aus italienischem Archiv, Datum unbekannt; Archiv Matthias Laurenz Gräff) |                                                |

### Gemeindewappen in Österreich und Deutschland
Einige Gemeinden wie Ratschendorf (ehemalig) und Deutsch Goritz in der Steiermark führten bzw. führen das Wappen der Herren von Graben aus der Kornberger Linie in ihrem Gemeindewappen. Die bayrischen Gemeinden Salching und Rain führen als Wappen auch die blau-silbernen Schrägbalken der Herren von Graben aus der Sommeregger Linie, die diese an die Herren von Rain vererbten. Das Wappen ist auch Teil der Verwaltungsgemeinschaften Rain und Aiterhofen.

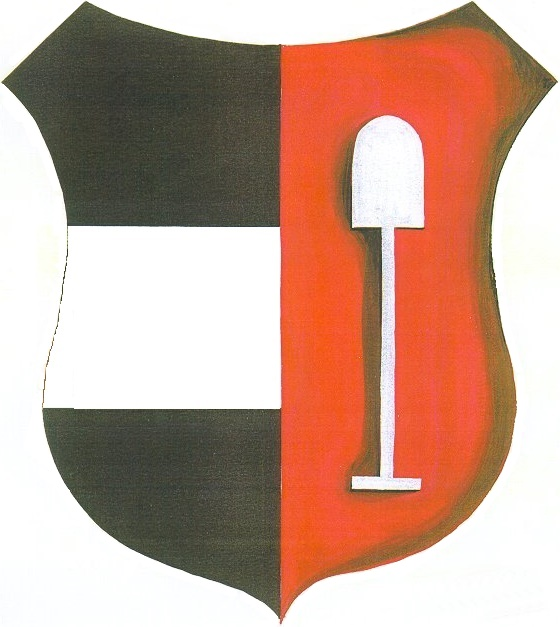
Ehemaliges Gemeindewappen von Ratschendorf, Steiermark (1954–2015)
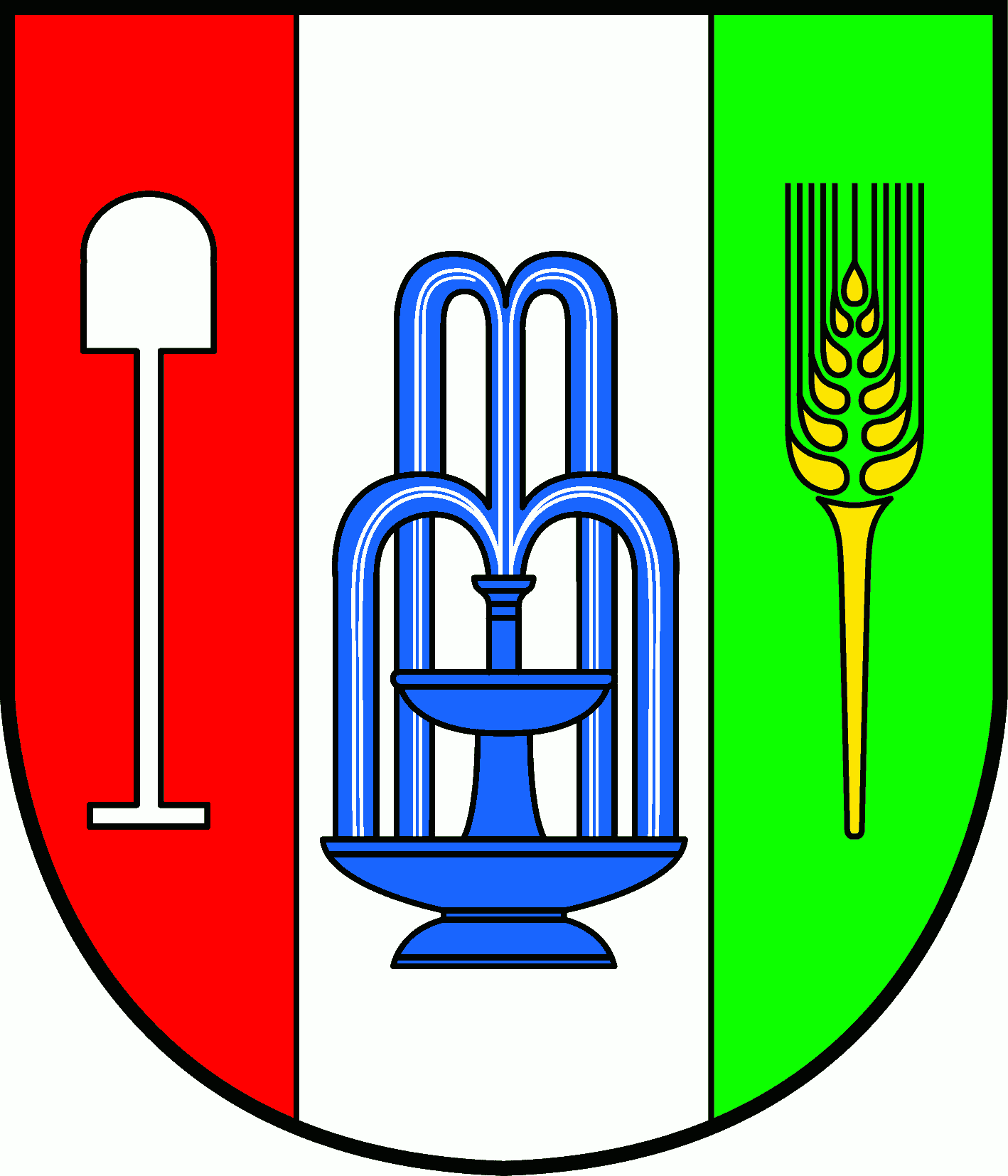
Gemeindewappen von Deutsch Goritz, Steiermark (seit 2017)
Gemeindewappen von Salching (seit 1980)
Gemeindewappen von Rain (seit 1981)